# Товариство Червоного Хреста України
Товари́ство Черво́ного Хреста́ Украї́ни (Український Червоний Хрест) — найбільша гуманітарна організація в Україні, яка надає комплексну гуманітарну допомогу та підтримку найвразливішим верствам населення України. У склад Українського Червоного Хреста входить 24 обласних та понад 200 районних організацій, в яких понад 8000 волонтерів надають гуманітарну допомогу по всій території України. Український Червоний Хрест є частиною Міжнародного Руху Червоного Хреста і Червоного Півмісяця (Міжнародний Рух). Національний комітет Товариства Червоного Хреста України розташований на вулиці Ділова, 3 у місті Києві. У 2021 році Президентом Українського Червоного Хреста було обрано Миколу Поліщука. Генеральним директором Українського Червоного Хреста є Максим Доценко.

## Принципи діяльності
Волонтери та співробітники Українського Червоного Хреста керуються Основоположними принципами Міжнародного Руху Червоного Хреста і Червоного Півмісяця:
1. Гуманність — Міжнародний Рух сприяє захисту життя та здоров'я людей й забезпечує повагу до людської особистості. Міжнародний Рух намагається полегшувати страждання людей, в першу чергу тих, хто найбільше цього потребує.
2. Неупередженість — Товариство не вирізняє людей за расовою, релігійною, класовою ознакою або політичними переконаннями.
3.Нейтральність — Міжнародний Рух не може приймати будь-яку сторону у збройних конфліктах і вступати в суперечки політичного, расового, релігійного або ідеологічного характеру.
4. Незалежність — Національні товариства Червоного Хреста і Червоного Півмісяця, надаючи своїм урядам допомогу в їхній гуманітарній діяльності та дотримуючись законів своєї країни, зберігають автономію, щоб мати можливість діяти відповідно до принципів Міжнародного Руху.
5. Добровільність — Товариство у своїй добровільній діяльності не керується прагненням одержання матеріальної вигоди.
6. Єдиність — у будь-якій країні може бути тільки одне Національне товариство Червоного Хреста або Червоного Півмісяця. Воно має здійснювати свою гуманітарну діяльність по всій території країни.
7. Універсальність — всі Національні товариства користуються рівними правами та надають допомогу одне одному у своїй діяльності.

## Історія

### Хрестовоздвиженська громада сестер милосердя
Одним з попередників Міжнародного Руху можна вважати Хрестовоздвиженську громаду сестер милосердя на чолі з великою княгинею Фредеріко-Шарлотою Марією Вюртембергською. Її створили для надання допомоги пораненим у ході Кримської війни 1853-1856 рр. Сестри милосердя під орудою відомого хірурга Миколи Пирогова прибули до Криму в грудні 1854 року. Вони розгорнули активну роботу з догляду за пораненими, зокрема Хрестовоздвиженська громада запровадила: надання сестрами милосердя допомогу не лише у шпиталях, а й у безпосередній близькості від поля бою. Микола Пирогов створив спеціалізовані підрозділи сестер, кожний з яких займався своїм напрямком діяльності для допомоги пораненим: сортуванням за важкістю стану, асистуванням під час медичних операцій, транспортуванням тощо. Він розділив медичних сестер за типом роботи: операційні, перев'язувальні, сестри-аптекарі та сестри-господарки.
Зі 163 волонтерів - медичних сестер, близько 110 належали до привілейованих верств суспільства — дружини, вдови, дочки чиновників й поміщиків, близько 25 — були представниками міщанства, 5 — духовенства, крім того, було 5 черниць.

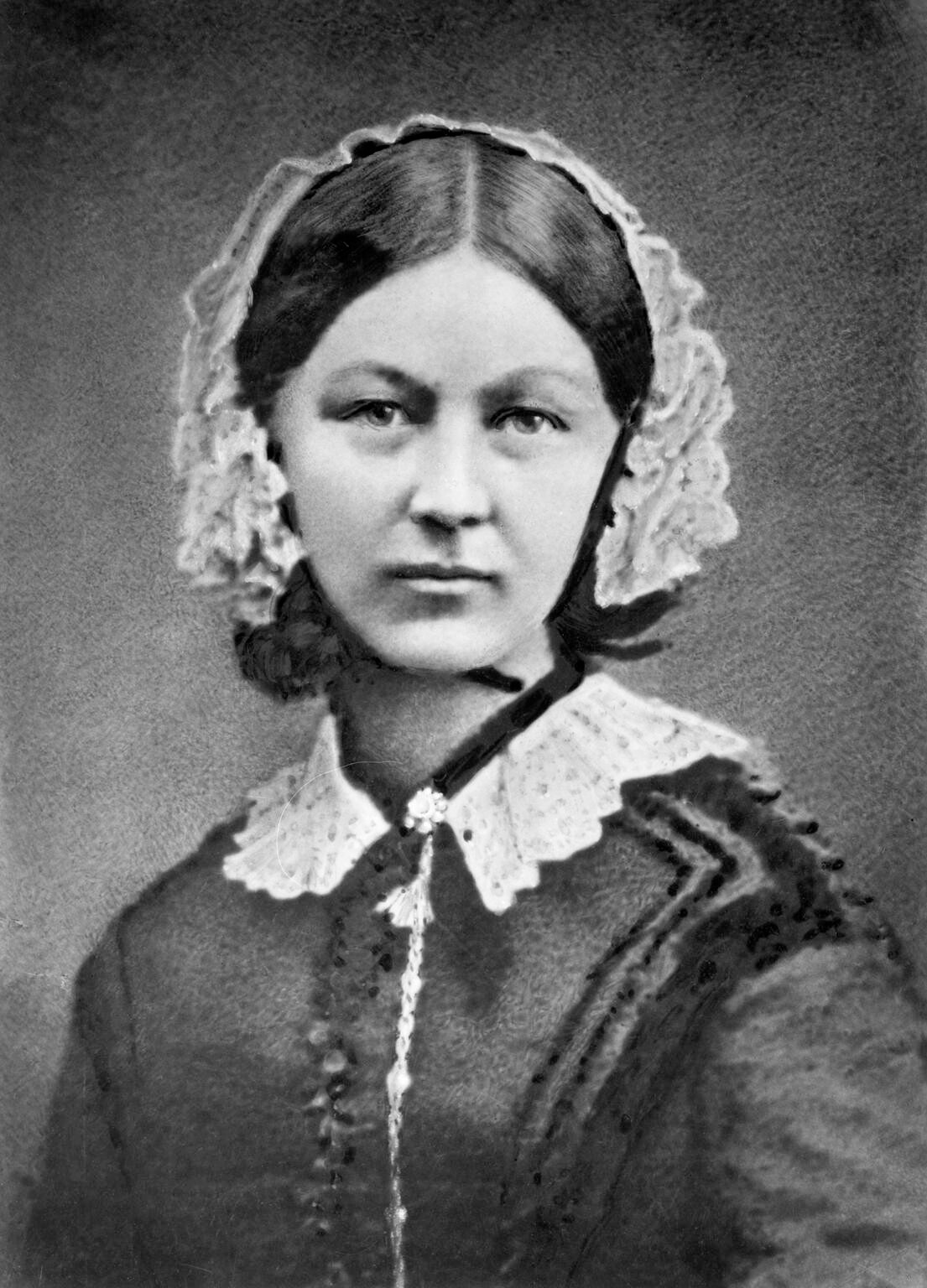
Флоренс Найтінгейл

158 сестер громади, які працювали в оточеному місті, були нагороджені бронзовими медалями за оборону Севастополя. Шістнадцятирічна Дар’я Михайлова, дочка загиблого матроса, більше відома як Даша Севастопольська, за свою гуманітарну діяльність та допомогу пораненим під час Кримської війни, була нагороджена золотою медаллю «За старанність» та грошовою винагородою від держави.
Сестри милосердя надихалися прикладом відомої англійської медсестри, засновниці професійного медсестринства Флоренс Найтінгейл, якій на той момент було 34 роки. Флоренс змалку цікавилась працею в лікарнях, спостерігала за гуманітарною діяльністю лютеранських черниць. У листопаді 1854 року Найтінгейл також вирушила на допомогу людям, пораненим у Кримській війні, на чолі загону, що налічував 38 сестер-добровольців. Флоренс допомагала лікарям під час операцій, дбала про поліпшення обслуговування поранених.
Після закінчення війни та повернення до Британії, Флоренс Найтінгейл реформувала армійську медичну службу Британської імперії та зробила великий вклад у розвиток медсестринської справи. У 1912 році Ліга Міжнародного Червоного Хреста і Червоного півмісяця заснувала Медаль імені Флоренс Найтінгейл, найпочеснішу і вищу нагороду для сестер милосердя у всьому світі. Медаль виготовлена з позолоченого срібла, на лицьовій стороні напис латинською мовою «В пам'ять Флоренс Найтінгейл. 1820–1910». У центрі — зображення жінки з світильником, як символ просвіти, милосердя і надії. На зворотному боці медалі напис латиною: «За справжнє милосердя і турботу про людей, що викликають захоплення всього людства».

### 1867—1918 рр

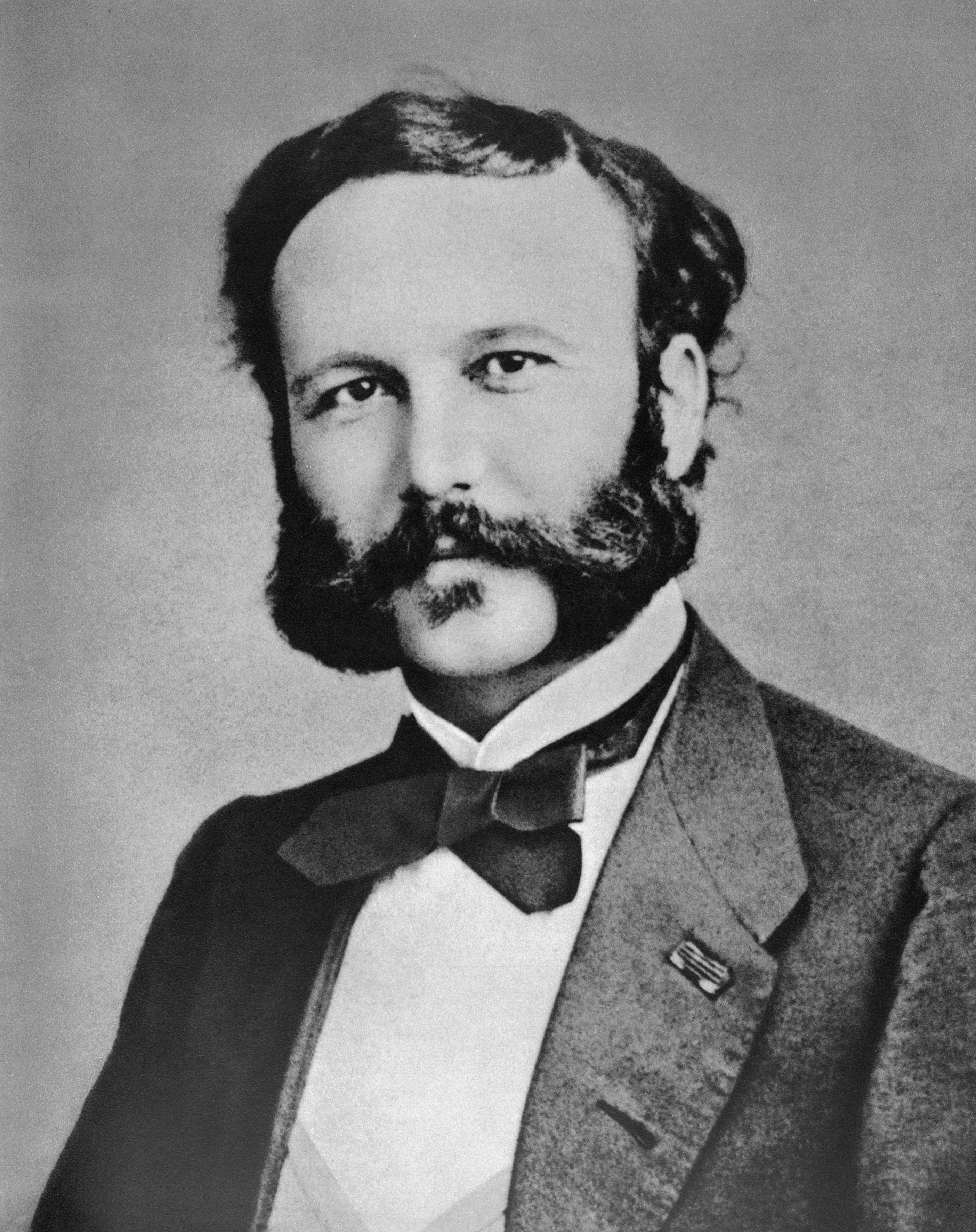
Анрі Дюнан - один із засновників Міжнародного Руху Червоного Хреста і Червоного Півмісяця

У 1863 році за ініціативи швейцарського філантропа Анрі Дюнана виник «Міжнародний комітет з допомоги пораненим військовим» (нині — Міжнародний Комітет Червоного Хреста). Після утворення Міжнародного Комітету Червоного Хреста (МКЧХ) у країнах Європи почали організовуватися Національні товариства допомоги пораненим військовим. У Російській імперії таке Товариство виникло 3 травня 1867 року під назвою «Російське Товариство опіки за пораненими та хворими військовими» (з 1879 року — Російське Товариство Червоного Хреста). Почесними членами цього Товариства стали: сам імператор, всі великі князі та княгині, багато високопоставлених світських осіб, а також знамениті російські вчені, лікарі, письменники й музиканти.
На території України почали з'являтися осередки національних товариств Червоного Хреста Російської та Австро-Угорської імперії. У 1867 році було створено перші місцеві осередки Російського Товариства Червоного Хреста (РТЧХ) на території України. Найперший з них було відкрито у центрі Таврійської губернії у Сімферополі, другий — у центрі Подільської губернії (Кам’янець-Подільський). До 1870 року місцевими осередками було охоплено всі губернії Російської імперії на території України (останнім губернським центром став Чернігів, де червонохресний осередок з’явився у 1870 році). Українські губернські відділення РТЧХ опікувалися не лише справами власних губерній, а й за потреби надсилали допомогу в інші губернії Російської імперії та, навіть, за кордон.
У 1880-х роках почали з'являтися осередки Австрійського Червоного Хреста на території Галичини (Львів, Івано-Франківськ, Коломия тощо), згодом - відділення Угорського Червоного Хреста на території Закарпаття (Ужгород, Мукачево, Хуст).
У 1870-1871 роках РТЧХ надавало допомогу пораненим під час франко-прусської війни. Під час російсько-турецької війни 1877-1878 років РТЧХ взяло на себе практично всю медичну допомогу армії. У наступних війнах представники Товариства брали участь у медичній допомозі пораненим.
З 1872 року РТЧХ активно надавало гуманітарну допомогу людям, які постраждали від стихійних лих: землетрусів, повені, пожеж тощо. Починаючи з 1870-х років медичні загони Товариства боролися із розповсюдженням епідемій чуми, дифтерії, тифу по всій території Російської імперії. На постійній основі видавалась гуманітарна допомога постраждалим від голоду та стихійних лих.
Впродовж 1870-х років на території Російської імперії відкривалися громади сестер милосердя РТЧХ, у яких навчалися медичні сестри наданню медичної допомоги під час війни та у мирний час. У  Києві в 1878 році було створено Покровську громаду сестер милосердя Червоного Хреста (з 1885 року «Маріїнська»). У 1882 році відомий український промисловець та меценат Микола Терещенко пожертвував цій громаді 40 тис. крб. на купівлю земельної ділянки та будівництво двох корпусів  — амбулаторної лікарні та стаціонару на 12 ліжок. У 1884 році громада відкрила безкоштовну лікарню. Лише за перший рік її роботи туди звернулися 18 тис. осіб, а через три роки ця цифра склала майже 40 тис. 

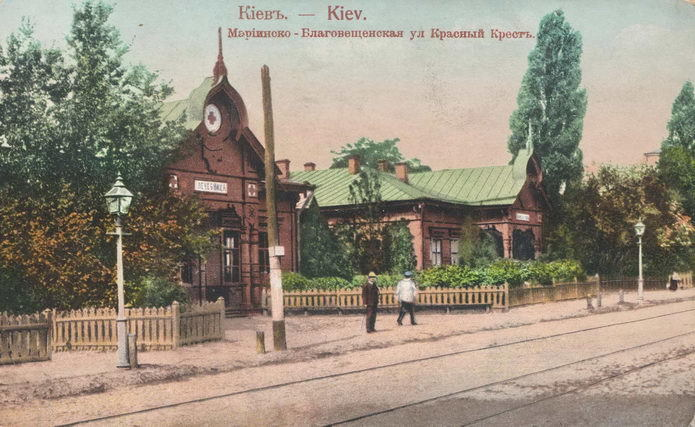
Маріїнська громада сестер милосердя у місті Києві

Кінець 1879 року й початок 1880 року РТЧХ зробив значний вклад у боротьбі із епідемією дифтерії у Полтавській губернії. Захворювання прийняло такі масштаби, що місцевому земству виявилося не під силу припинити поширення хвороби й воно звернулося за допомогою до РТЧХ. Головне управління Товариства одразу ж розробило програму дій та приступило до формування санітарного загону. Було залучено 30 лікарів та 300 сестер милосердя для боротьби з інфекцією. За час роботи санітарних загонів РТЧХ їх послугами скористалися понад 80 тис. людей, було здійснено дезінфекцію майже 33 тис. селянських хат по всій території губернії. За час цієї епідемії загинуло більше 25 тис. людей, серед яких 2 сестри милосердя РТЧХ.
З 1882 року — РТЧХ почало допомагати людям з інвалідністю внаслідок війни: безкоштовне лікування, навчання ремеслам тощо. Хворих та поранених офіцерів безкоштовно відправляли на лікування до закордонних й вітчизняних лікарень. Також у той час відкривалися майстерні з виготовлення протезів для людей постраждалих від війни.
На початку ХХ ст. основна діяльність осередків РТЧХ була зосереджена на організації лікарської допомоги в амбулаторіях. Значні кошти виділялись на відкриття нових лікувальних закладів. Амбулаторії та лікарні працювали досить ефективно. Наприклад, протягом 1900 року Бердичівська лікарня місцевого осередку Червоного Хреста надала допомогу 6552 хворим, Білоцерківська амбулаторія прийняла 1549 хворих, Уманська – 4 119, Радомишльська — 3 098 пацієнтів. Було відкрито нові амбулаторії та лікарні в Черкасах й Каневі.
Перший рік нового століття не обійшовся в Україні без локальних спалахів епідемій. У Київській та Подільській губерніях цілі села хворіли на тиф. У місця спалаху хвороби місцевими осередками Червоного Хреста відряджали лікарів та медсестер. Місцеві осередки Червоного Хреста проводили й профілактичні заходи, такі як: щеплення від натуральної віспи й інших небезпечних інфекційних захворювань.
Місцеві осередки РТЧХ в Україні створювали нові медико-лікувальні заклади. У 1901 році Київський осередок РТЧХ збудував свою амбулаторію на базі Бердичівської міської амбулаторії. Нова амбулаторія дозволила розширити можливості по обслуговуванню великої кількості пацієнтів. Бердичівська амбулаторія Червоного Хреста у 1901 році надала медичну допомогу майже 7000 пацієнтам. Також було проведено вакцинацію від натуральної віспи 197 дітям — п'ятій частині від числа усіх хворих, які зверталися за медичною допомогою в Київській губернії. В цілому, десять амбулаторій та лікарень Київського осередку РТЧХ протягом 1901 року надали медичні послуги понад 30000 хворим. Медична допомога  у цих амбулаторіях та лікарнях надавалася безкоштовно.
У Харкові функціонувала поліклініка Червоного Хреста. Також у цей час, у 1902 році професор Іван Троїцький заснував у місті дитячу лікарню. Київський та Подільський осередки Червоного Хреста взяли участь у заснуванні в Києві «Товариства боротьби із заразними хворобами» та у будівництві на його базі Бактеріологічного інституту й лікарні для чорноробів.
На початку ХХ ст. в українських осередках РТЧХ завдяки реформуванню механізму залучення коштів та пільгових податків значно зросли фінансові можливості для гуманітарної допомоги по всій території Російської імперії. За два роки цього реформування втричі збільшилися розміри грошової допомоги потребуючим верствам населення, почали будуватися та забезпечувалися нові безкоштовні лікувальні заклади. Це дало можливість широко охопити медичною допомогою сільську місцевість та зменшило рівень смертності серед дітей. Багатьом дітям була проведена вакцинація від різноманітних хвороб.
Через початок російсько-японської війни 1904-1905 років у місцевих осередках РТЧХ припинилося пільгове фінансування. Більшість ресурсів та гуманітарної допомоги РТЧХ було направлено для допомоги фронту й постраждалим від російсько-японської війни. Туди навчали та направляли санітарні загони, які складалися з лікарів, фельдшерів, сестер милосердя та санітарів; передавали продукти харчування, одяг, білизну, медичний інвентар та медикаменти для створення лазаретів. Також на території України створювали тимчасові стаціонарні та евакуаційні шпиталі для надання допомоги пораненим на фронті. Наприклад, у місті Єлисаветград (нині м.Кропивницький) лазарет на 200 ліжок був створений на пароплаві й мав назву «Плаваючий лазарет Єлисаветграда».
У місцевих осередках РТЧХ проводилося масове навчання медичних сестер та санітарів, частину яких відправляли на фронт після успішного навчання. Сім’ї медичних сестер та лікарів, які надавали допомогу в санітарних загонах, були на повному забезпеченні РТХЧ. Також надавалася грошова допомога ветеранам війни, людям з інвалідністю та їх сім’ям.
Після закінчення російсько-японської війни 1904-1905 років РТЧХ продовжив надавати допомогу постраждалому населенню. Також РТЧХ реагував на гуманітарні виклики, що виникали на фоні стихійних лих, епідемій хвороб, неврожаю й голоду у різних куточках Російської імперії.
У 1906 році в Україну почали повертатися санітарні загони РТЧХ, що були відправлені на фронт російсько-японської війни. У новостворених шпиталях та лазаретах не вистачало кваліфікованого молодшого персоналу, тому в місцевих осередках РТЧХ почали організовувати курси з підготовки медичних сестер.
У цей час активно працювали безкоштовні амбулаторії, де проводили вакцинацію від натуральної віспи та інших небезпечних інфекційних хвороб. Також проводили виїзди у тутешні села для боротьби з епідеміями та надавали медичну допомогу потребуючим.
У 1907 році, відповідно до державної програми реформ, розробленої Петром Столипіним, місцеві осередки РТЧХ в Україні почали надавати грошову  допомогу селянам, які бажали переселитися у Сибір. Окрім грошей, їм надавали найнеобхідніші медикаменти. Подібна допомога переселенцям продовжувалася й у наступні роки. Робота з відкриття нових безкоштовних амбулаторій, шпиталів та аптек по всій території України тривала.
З 1908 року РТЧХ почало нарощувати свою потужність, щоб мати усю необхідну допомогу у випадку початку нової війни. Паралельно продовжували здійснювати грошові виплати ветеранам війни. Виплачували також грошову допомогу громадам сестер милосердя, що сприяло розширенню кількості медичних закладів та їх напрями діяльності. Так, наприклад, в Ялтинській лікарні громади сестер милосердя в 1909 році розпочали проводити лікування людей хворих на туберкульоз. Розпочали й будівництво окремої лікарні, яку було відкрито як санаторно-лікувальний заклад у 1912 році. Також створювалися заклади соціальної опіки РТЧХ для людей з інвалідністю та дітей-сиріт, де вони могли жити та отримати харчування. У цей же час існували притулки для немовлят, яких покинули батьки.
З 1913 року акцент діяльності РТЧХ був направлений на допомогу постраждалим у Балканських війнах 1912-1913 років. Формувалися та відправлялися санітарні загони РТЧХ, які надавали допомогу пораненим на фронті. Проводилася робота з відкриття лазаретів й шпиталів, закуповували та відправляли медикаменти, продукти харчування, медичний інвентар тощо. Фінансування для боротьби з епідеміями та грошові виплати у цей час на території Російської імперії значно зменшили. На території України зосереджували діяльність на збільшенні наборів на навчання сестер милосердя та будівництві лікувальних закладів у великих містах країни.
З 1912 року, готуючись до війни, керівництвом Російської імперії для РТЧХ був створений мобілізаційний план. За цим планом для потреб війська РТЧХ повинно було сформувати: 48 шпиталів на 200 ліжок; 33 мобільних лазаретів; 10 передових санітарних загонів. Коли розпочалась Перша світова війна, за перші місяці війни, РТЧХ розгорнуло усі заплановані медичні заклади, згідно мобілізаційного плану.
Також на початку Першої світової війни діяльність РТЧХ почали активно фінансово підтримувати громадські діячі та меценати (Михайло Терещенко, Варвара Ханенко та інші), які фінансували відкриття нових шпиталів та лазаретів, майстерень з виготовлення медичного інвентарю тощо.
На початку війни були величезні втрати та зростала кількість поранених. РТЧХ розробило всі можливі заходи для їх евакуації. На великих залізничних станціях влаштовували за евакуаційні пункти, що обслуговували санітарні потяги РТЧХ. Один такий потяг міг перевозити по 500 чоловік за один рейс. Кожний потяг складався з: вагону-кухні; вагону-аптеки; вагону-комори; вагону для персоналу; двох вагонів для санітарів, 35 вагонів для поранених, вагону для проведення перевʼязки ран, а також вагону для важкопоранених. Для евакуації поранених і хворих використовувався не тільки залізничний, автомобільний, гужовий, але й річковий транспорт. На Дністрі у розпорядження РТЧХ було передано три вантажних пароплави: «Слов’янин», «Тісен» та «Італа», які були обладнані під плавучі шпиталі. Крім них у перевезенні хворих та поранених брали участь звичайні пасажирські пароплави, які передавалися у тимчасове користування РТЧХ.
У 1914 році, під час Першої світової війни, коли Київ перетворився на прифронтове місто, тут було відкрито понад 100 шпиталів РТЧХ. Вони діяли, зокрема, при університеті Св.Володимира, Політехнічному інституті та у Покровському монастирі.
Наступ Південно-Західного фронту весною-влітку 1916 року призвів до зростання великої кількості важкопоранених, що вимагали невідкладної хірургічної допомоги. З цією метою РТЧХ почало передислоковувати ближче до лінії фронту великі шпиталі з їх добре підготовленим персоналом, створюючи  фронтові районі хірургічні центри.
Для організації більш ефективної та кваліфікованої лікарської допомоги РТЧХ залучало до роботи відомих професорів-консультантів, таких як: Сергій Боткін, Ілля Мечников, Микола Скліфософський, Данило Заболотний.
Відбувалося й формування мобільних хірургічних загонів у складі двох лікарів, 12 студентів і 8-10 сестер. На початку 1915 року такими загонами були укомплектовані чотири армії Південно-Західного фронту. Коли в 1915 році вперше застосували хімічну зброю, РТЧХ оперативно почало виготовляти протигази — тільки за перші три місяці відправило на фронт понад 6 млн одиниць. Успішно діяли офтальмологічні загони, які надавали допомогу пораненим з ушкодженими органами зору на лінії фронту та шпиталях.
У 1915 році у розпорядження РТЧХ було передано два пасажирських пароплави — «Екватор» та «Португалія». Останній пароплав було затоплено німецькою субмариною 17 березня 1916 року під час транспортування поранених. Персонал кожного пароплава складався з трьох лікарів, священика, 25 сестер та 50 санітарів. Такі судна могли перевозити близько 500 поранених.
Станом на 1 січня 1917 року в службі РТЧХ працювало 2500 лікарів, 20 000 сестер милосердя, понад 50 000 санітарів. Також при Товаристві функціонувало Центральне довідкове бюро про військовополонених.
З початком війни постало питання щодо фізичної та психологічної реабілітації постраждалих людей. По всій території Російської імперії РТЧХ мало у своєму розпорядженні різноманітні курорти та санаторії, де поранені могли відпочити та пройти реабілітаційні заходи після тривалого лікування. Через збільшення негативного впливу війни на психічне здоровʼя військових на лінію фронту  РТЧХ направляло лікарів-психіатрів, які проводили консультації людей. Також були обладнані спеціальні евакуаційні потяги для транспортування людей з психічними розладами та лазарети для їх подальшого лікування.
Ще однією гуманітарною проблемою, що виникла на фоні війни, стало збільшення кількості біженців. Мільйони біженців постійно переїзжали подалі від війни, беручи із собою лише найнеобхідніші речі. Для допомоги біженцям РТЧХ відкривало спеціальні харчові пункти, де готували гарячі обіди  усім потребуючим; будувало спеціально обладнані бараки для проживання людей; проводило інформаційні та санітарні кампанії для боротьби з інфекційними хворобами; забезпечувало біженців білизною, одягом та іншими необхідними побутовими речами.

### 1918—1923 рр
Восени 1917 року через поступове відокремлення та незалежності України від Російської імперії, почало поставати  питання щодо створення в Україні власних медико-санітарних органів та побудови нової системи медичної й гуманітарної допомоги. 12-15 жовтня 1917 року в Києві відбувся з'їзд українського медико-санітарного персоналу, результатом якого було створення Генеральної військової української медико-санітарної управи, яка забезпечувала медико-санітарну та гуманітарну допомогу українцям до появи через півроку Товариства Червоного Хреста України.
У січні 1918 року Російське Товариство Червоного Хреста (РТЧХ) було повністю реорганізовано більшовицькою владою. Після цього на території УНР минулі осередки РТЧХ почали ліквідовуватися або переходити під управління Генеральної військової української медико-санітарної управи. Почали з'являтися питання щодо створення власного національного товариства Червоного Хреста в Україні, а згодом —  розпочалися процеси його формування.
15-18 квітня 1918 року за ініціативи Маріїнської громади сестер милосердя РТЧХ, яка з 1878 року надавала благодійну медичну допомогу киянам, розпочався з'їзд щодо утворення в УНР українського національного товариства Червоного Хреста. У цьому з'їзді брали участь представники минулих осередків РТЧХ, Генеральна військова українська медико-санітарна управа, Міністерство народного здоров'я й опіки та громадські діячі УНР (Семен Мазуренко, Дмитро Одрина, Андрій В'язлов, Іван Огієнко). За результатами цього з'їзду, 18 квітня 1918 року було проголошено про створення Товариства Червоного Хреста України (Українського Червоного Хреста). Очолили Український Червоний Хрест Євмен Лукасевич, Борис Матюшенко, Василь Наливайко.
Також у 1918 році на території України існували ще декілька організацій Червоного Хреста: Російське Південне Товариство Червоного Хреста (РПТЧХ) під керівництвом Бориса Іваніцького (він очолював діяльність РТЧХ під час Першої світової війни на Південно-Західному фронті, підтримував повернення Російської імперії та відновлення РТЧХ) та радянський Український Червоний Хрест під керівництвом Андрія Іванова, яке проводило свою діяльність на захоплених більшовиками територіях України.
Першими завданнями Українського Червоного Хреста була допомога біженцям та військовополоненим, турбота про людей з інвалідністю, дітей-сиріт, боротьба з голодом та епідеміями, організація лазаретів, шпиталів та харчувальних пунктів. Український Червоний Хрест мав у своєму розпорядженні два хірургічних і п'ять протиепідемічних шпиталів у Києві, польові шпиталі у Бердичеві, Сарнах, Рівному, Радзивилові, Проскурові, Волочиську, Черкасах, Коростені, Жмеринці, Козятині, Ярмолинцях, два протиепідемічні шпиталі в Конотопі й Одеський евакуаційний шпиталь.
Втім, на початку своєї діяльності Український Червоний Хрест зіткнувся з певними труднощами. Майже через два тижні після утворення Українського Червоного Хреста внаслідок державного перевороту 29 квітня 1918 року Павло Скоропадський взяв владу в Україні. Керівництво Українського Червоного Хреста було прихильником Центральної Ради УНР, тому ставлення влади гетьмана Скоропадського до Українського Червоного Хреста було досить прохолодним. Керівник РПТЧХ Борис Іваніцький мав добрі відносини з гетьманом Скоропадським, тому РПТЧХ дозволяли продовжувати свою діяльність на території України. Задля надання медико-санітарної та гуманітарної допомоги на території України Українському Червоному Хресту потрібно було співпрацювати з РПТЧХ.
Для допомоги біженцям Український Червоний Хрест запустив харчові та санітарні потяги, які їздили по населених пунктах та надавали їжу й медичну допомогу всім потребуючим. Також проводилися заходи для боротьби з виникненням епідемій інфекційних хвороб.
Оскільки Українська Держава гетьмана Скоропадського була союзником Німецької імперії, то розпочалися процеси повернення додому українських військовополонених часів Першої світової війни. Влітку 1918 року було відряджено за кордон дві військово-санітарні місії Українського Червоного Хреста: в Австро-Угорщину і Німеччину за поверненням військовополонених українців. Потяги Українського Червоного Хреста туди везли харчі, одяг, медикаменти та іншу гуманітарну допомогу, а назад транспортували військовополонених та поранених до України. Для допомоги тим полоненим, які поверталися додому самотужки, були створені етапні медичні пункти Українського Червоного Хреста у великих містах України.
У цей час почали відкриватися громади сестер милосердя Українського Червоного Хреста для навчання та забезпечення медичним персоналом шпиталів, лазаретів та лікарень Товариства.

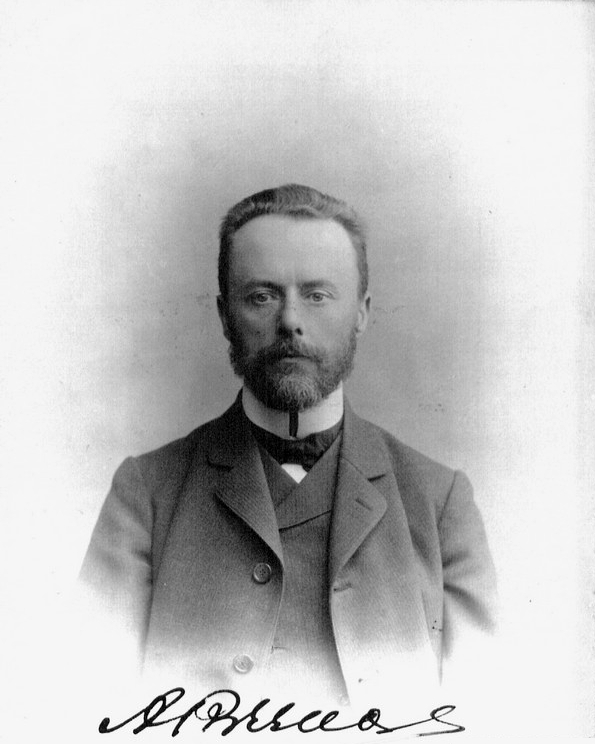
Андрій В'язлов — другий очільник Товариства Червоного Хреста України

Вже у часи Директорії, коли новим очільником Українського Червоного Хреста став Андрій В'язлов, який посилив гуманітарну діяльність Українського Червоного Хреста по всій країні та розпочав процеси покращення міжнародної співпраці. У ці роки були збудовані громадські пральні та лазні, засновані та обладнані фельдшерсько-акушерські пункти, аптеки та магазини санітарної гігієни. Незабаром було створено 18 рухомих санітарних загонів та 60 пунктів харчування.
20 січня 1919 року з'являється постанова Міністерства народного здоров'я і опіки «Про припинення діяльності всіх організацій Російського товариства Червоного Хреста на території Української Народної Республіки». Усе його майно передавалось Українському Червоному Хресту. Але РПТЧХ на той час вже перейшло під керівництво генерала Антона Денікіна, і продовжувало свою діяльність на територіях підконтрольних білій армії.
Після наступу більшовицької армії влада Директорії евакуювалася спочатку до Вінниці, а потім до Кам'янець-Подільського. На захоплених більшовиками територіях Український Червоний Хрест почав співпрацювати з Радянським Червоним Хрестом та поступово інтегруватися в одну організацію. У цей час формувалися 16 санітарно-епідеміологічних загонів, які надавали медичну та гуманітарну допомогу на лінії фронту, проводили  вакцинацію від тифу та інших інфекційних хвороб, дезінфекцію медичних закладів тощо. Також працювали 24 шпиталі та 13 лазаретів, санітарний потяг та пересувна санітарно-епідеміологічна лабораторія Українського Червоного Хреста. Також формувалися дитячі санаторії та притулки для важкохворих людей у великих містах України. На територіях Західної України, захоплених Польщею, місцеві осередки Українського Червоного Хреста закривали та переформатовували у гігієнічно-санітарні установи.
На територіях підконтрольних Директорії, ключове місце у наданні гуманітарної допомоги посів Кам'янець-Подільський осередок Українського Червоного Хреста. Тут були створені санітарні загони, відкривали курси навчання сестер милосердя, на залізничних станціях облаштовували санітарно-перев'язувальні пункти, в яких надавали медичну допомогу та видавали продукти харчування усім потребуючим. Завдяки підтримці місцевого населення армії УНР, Український Червоний Хрест розробив систему забезпечення армії та медичних установ продуктами харчування.
Завдяки тісній співпраці з іншими Національними товариствами Червоного Хреста і Червоного Півмісяця за кордону організовували поставки медикаментів та медичного обладнання задля забезпечення медичних закладів Українського Червоного Хреста. На лінію фронту відправляли санітарні загони, будували лазні, надавали медичну та продуктову допомогу. У жовтні 1919 року УНР опинилася в блокаді ворогуючих армій. Щоб підтримати діяльність Українського Червоного Хреста міжнародні партнери долучилися до подолання гуманітарної катастрофи — забезпечували постійні поставки медикаментів, медичного персоналу та обладнання, продуктів харчування тощо. Ця підтримка допомагала пораненим, потребуючим, боротися з епідеміями.
Після смерті від висипного тифу керівника Українського Червоного Хреста Андрія В'язлова, на його посаду було обрано Андрія Ніковського. Через деякий час його змінив Ілля Холодний. Український Червоний Хрест продовжив у цей час надавати медичну та гуманітарну допомогу пораненим на лінії фронту й потребуючим людям. Також формувалися нові санітарні загони, відкривалися медичні заклади Українського Червоного Хреста, проводилася боротьба з епідеміями. Після захоплення Кам'янець-Подільського польською армією, там почали також з'являтися осередки Польського Червоного Хреста. Місцевий осередок Українського Червоного Хреста почав співпрацювати з ними у наданні гуманітарної допомоги. У співпраці з Польським Червоним Хрестом акцент діяльності змістився на допомогу цивільному населенню. Почали створюватися дитячі прихистки Українського Червоного Хреста, проводилася матеріальна та продуктова допомога біженцям, започаткувалися заходи з реабілітації людей постраждалих від війни. У Кам'янці-Подільському було відкрито безкоштовну амбулаторію, де проводили вакцинацію від натуральної віспи та інших інфекційних хвороб, працювали різні вузькопрофільні медичні спеціалісти (хірурги, офтальмологи, травматологи, реабілітологи тощо).
Після захоплення територій УНР більшовицькою армією, Український Червоний Хрест продовжив працювати на території України та надавати допомогу усім, хто її потребував. Для боротьби з епідемією висипного тифу було створено лікувальні пункти на тисячі місць. Під час Голодомору 1921—1923 років Український Червоний Хрест організував сотні безкоштовних їдалень, надало селянам мільйони продовольчих пайків, одним із подвижників був Линниченко Платон Костянтинович.

### 1923—1939 рр
1923 року голови Товариств радянських республік Червоного Хреста Росії, України, Білорусі, Вірменії, Грузії і Червоного Півмісяця Азербайджану підписали декларацію про об'єднання в Союз Товариств Червоного Хреста і Червоного Півмісяця СРСР (Радянський Червоний Хрест), який одержав офіційне визнання з боку Міжнародного Комітету Червоного Хреста. Процес об’єднання завершився в 1925 році з ухваленням нового Статуту Радянського Червоного Хреста.
На початку 1930-х років Український Червоний Хрест мав у своїй власності 119 медичних, 206 профілактичних та дитячих закладів, четверту частину всіх протитуберкульозних диспансерів, 36 оздоровчих установ, 800 лазень, 300 фельдшерсько-акушерських пунктів, 400 аптек і магазинів санітарії та гігієни. Засновувалися загони санітарної авіації, навчали сестер милосердя, санітарних дружин та інструкторів, розгортали навчання населення у гуртках першої допомоги.
З початком індустріалізації понад тисячу санітарних дружин і 20 тис санпостів Українського Червоного Хреста провели активну боротьбу з виробничим травматизмом, не залишаючи осторонь медико-соціальне забезпечення громадян. З ініціативи Українського Червоного Хреста будувалися лазні, пральні, пологові будинки, обладнували ясла та майданчики. За кошти Українського Червоного Хреста відкрили 36 оздоровчих закладів, з’явився перший у світі корабель-санаторій на Дніпрі, працювали санітарні літаки.
У 1938 році понад 6000 закладів Українського Червоного Хреста було передано Наркомату охорони здоров’я СРСР — безкоштовно передали 8 лікарень, 50 поліклінік, 33 зуботехнічні лабораторії, 144 аптеки, 17 медичних закладів, 62 дезінфекційних бюро, підприємства медичного обладнання в Києві, Полтаві, Вінниці, Одесі, Харкові, Запоріжжі.

### 1939-1945 рр
Під час Другої світової війни Український Червоний Хрест підготував та направив на фронт понад 100 тис. медичних сестер, санінструкторів та сандружинниць, завдяки чому вдалося повернути у бойові частини більше половини поранених. Медичні сестри допомагали солдатам незалежно від того, в якій армії вони служили. Тоді тисячі дівчат та жінок, які під час війни закінчили курси медсестер й санінструкторів, добровільно пішли на фронт. Роботу 13 українських сестер милосердя під час бойових дій відзначено медаллю імені Флоренс Найтінгейл.
У тилу осередки Українського Червоного Хреста значну увагу приділяли не лише підготовці санітарних інструкторів та медсестер, але й донорству крові для забезпечення нею шпиталів. Перший донорський пункт було відкрито у червні 1941 року в Києві. Саме Український Червоний Хрест став ініціатором безоплатного донорства, яке й у наш час дає можливість медичним закладам оперативно надавати допомогу в надзвичайних ситуаціях. За часи війни на фронт було відправлено близько 2 млн літрів донорської крові. Донорами стали 5,5 млн людей, з них 90 % — жінки. Для шпиталів було відправлено понад 165 тон продуктів харчування та відшито 940 тон білизни.
Наприкінці 1943 року у Києві відновив роботу Київський медичний інститут, у якому розпочав свою діяльність вузівський комітет Українського Червоного Хреста. Комітет займався проти епідеміологічною і профілактичною роботою в Києві, донорською допомогою шпиталям, доглядом за хворими та дітьми. Очолював інститут Левко Медведь. За його ініціативи загони студентів-волонтерів розпочали відбудову цього закладу, дитячих та акушерсько-гінекологічних клінік інституту, клінічних відділень для породіль. У той час з Українським Червоним Хрестом співпрацювали науковці-академіки: Микола Семашко, Олександр Богомолець, Лев Громашевський, Олександр Марзєєв, Микола Стражеско.
Станом на 1944 рік було організовано 30 санітарно-епідеміологічних загонів, які діяли у звільнених районах України, Білорусі, Молдови. Вони займалися медичним обстеженням населення, санітарним контролем будинків, колодязів, їдалень. У березні 1945 року було створено Довідкове бюро внутрішньо переміщених осіб, яке допомагало відновлювати родинні зв’язки та шукати зниклих під час війни родичів й близьких. У серпні 1945 року Україна ввійшла до складу ЮНРРА — міжнародного органу допомоги та відбудови, що діє спільно з ООН. Левко Медведь активно працював у складі делегації УРСР на сесіях ЮНРРА, згодом —  в ООН та новоствореній Всесвітній організації охорони здоров’я. Невдовзі він став Міністром охорони здоров’я України.

### Окремі організації Українського Червоного Хреста 1941-1944 рр
У 1941-1944 рр. існувало декілька організацій Червоного Хреста на території України. Вони проводили гуманітарну діяльність на тимчасово окупованій Третім Рейхом територіях України у часи Другої світової війни. Організації намагалися виконувати ті ж функції що й Товариство Червоного Хреста України зараз, але позиціонували себе як окремі незалежні організації Червоного Хреста. Ці окремі організації того часу не були визнані Міжнародним Рухом Червоного Хреста і Червоного Півмісяця, оскільки згідно одного з Основоположних принципів — Єдиність — в одній країні може бути лише одне національне товариство Червоного Хреста чи Червоного Півмісяця.
30 серпня 1941 року у Львові митрополит Андрій Шептицький оголосив про створення Українського Червоного Хреста на тимчасово окупованій Третім Рейхом території України. Головою організації призначили О. Курчаба, а згодом — Т. Воробця. Осередки Українського Червоного Хреста також існували в інших тимчасово окупованих містах України, які співпрацювали з львівською централею. У Києві такий осередок очолював Ф. Богатирчук, у Полтаві — Г. В'юн. Ці осередки допомагали й опікувалися полоненими, хворими пацієнтами та потребуючими.
У 1942 році німецька влада ліквідувала Український Червоний Хрест: спочатку у Львові, а потім — й в інших містах. Їх діяльністю почав займатися відділ суспільної опіки при Українському Центральному Комітеті (УЦК).
Наприкінці 1942 року на Волині під керівництвом Катерини Зарицької розпочала свою діяльність підпільна «Служба здоров'я» Українського Червоного Хреста при УПА, що впродовж двох років розгорнула свою діяльність на територіях перебування загонів УПА. Український Червоний Хрест УПА мав понад 100 лікарів та 250 студентів, які надавали допомогу пораненим й хворим. У 1949 році діяльність Українського Червоного Хреста УПА було знищено радянською владою.

### 1945-1986 рр
У повоєнні роки Український Червоний Хрест допомагав у відбудові країни, підтримував систему охорони здоров'я та реалізовував заходи з подолання санітарних наслідків війни.
Український Червоний Хрест спільно з республіканськими санітарними установами та медичною громадськістю розпочав відновлення мережі лікувальних закладів, а також лазень, оздоровчих закладів, їдалень. Вже на початку 1946 року в сільській місцевості функціонували 2 тисячі лікувальних закладів, десятки тисяч санітарних постів Українського Червоного Хреста, що були створені на виробництвах підприємств, організовано мережу дезінфекційних камер у містах та селах. Український Червоний Хрест започаткував власну санітарну службу, у складі якої налічувалося 180 тисяч активістів. Завданням служби був контроль за гігієнічним станом водойм, ґрунтів, повітря.
У перші повоєнні роки сандружинниці Українського Червоного Хреста допомагали одиноким солдатським вдовам, ветеранам з інвалідністю по господарству, забезпечували їх продуктами, здійснювали медичне обслуговування. У цей час були створені Будинки ветеранів війни та праці, клуби й медико-соціальні центри, геріатричні поліклініки Українського Червоного Хреста для учасників війни.
Проводилася масова підготовка молоді, діяли підліткові медико-санітарні гуртки, відбувалися олімпіади, змагання санпостів, санітарні карнавали, місячники здоров’я та безпеки дорожнього руху, заохочення донорства та здорового способу життя.
Важливою ланкою діяльності Українського Червоного Хреста у повоєнні роки була профілактична робота серед населення та підвищення рівня санітарної культури. У 1950-1960-ті роки у широких масштабах здійснюється підготовка санактиву — людей, які в санітарних гуртках набували знань з певної галузі медицини та надавали лікарням, поліклінікам допомогу з догляду за хворими вдома, охорони здоров’я дітей, профілактики інфекційних хвороб. Український Червоний Хрест створив ланку санітарних уповноважених, які пізніше переформатувалися на інституцію громадських санінспекторів з числа службовців, робітників, колгоспників. У вільний від роботи час вони проводили рейди, перевіряли санітарний стан цехів і ферм, підприємств громадського харчування, магазинів. Традицією стало проведення у містах і селах місячників, тижнів й днів здоров’я. В областях з’явилися перші санагітмашини Українського Червоного Хреста. Обладнані кіноустановками, магнітофонами, наочною агітацією, вони були популярні у сільській місцевості. Осередками санітарної культури стали кімнати здоров’я при житлово-експлуатаційних конторах. Ці кімнати дозволяли суттєво збільшити обслуговування самотніх хворих похилого віку за місцем проживання.
Патронажна служба милосердя Українського Червоного Хреста була створена у 1961 року. У 1970-1980 роках основна діяльність Українського Червоного Хреста була спрямована на вдосконалення медико-соціальної діяльності та популяризація серед населення гуманізації суспільних відносин.

### Чорнобильська катастрофа
Ввечері 26 квітня 1986 року, коли трапилася Чорнобильська катастрофа, про яку ще майже ніхто не знав, червонохресна санітарна дружина Бородянського екскаваторного заводу розселила у новозбудованих оселях перші десятки мешканців Прип’яті, які дісталися сюди самі, не чекаючи евакуації.
4 травня 1986 року санітарні дружини Українського Червоного Хреста Макарівського району Київщини спільно з представниками сільських Рад провели подвірні обходи, аби знайти для переселенців тимчасові помешкання. Були складені повні списки евакуйованих й тих, хто прийшов самостійно. Український Червоний Хрест надав евакуйованим грошову підтримку та допоміг отримати медичну допомогу тим, хто цього потребував. Для дітей Український Червоний Хрест організував реабілітаційно-лікувальні табори.
Для обстеження та надання гуманітарної допомоги мешканцям радіаційно забруднених районів було задіяно 213 сестер милосердя Українського Червоного Хреста. На Київщині та Житомирщині було проведено роботу з визначення ступеню ураження та обсягу необхідної допомоги. Президент Українського Червоного Хреста Іван Усіченко очолював союзну комісію з реалізації програми допомоги населенню тих областей, що найбільше постраждали від катастрофи.
Від Національних Товариств Червоного Хреста і Червоного Півмісяця зі всього світу надійшло понад 4 тис тон гуманітарних вантажів. Також завдяки зусиллям Українського Червоного Хреста було зібрано й направлено до мешканців чорнобильської зони близько 2 тис тон екологічно чистих продуктів харчування.
Український Червоний Хрест проводив діагностику стану здоров’я людей, та сприяв направленню за кордон на лікування дітей, які постраждали від наслідків Чорнобильської аварії. Дітей приймали на відпочинок табори Німеччини, Чехії, Словаччини, Люксембургу, Куби.
За ініціативою Українського Червоного Хреста у 1990 року почала діяти комплексна Чорнобильська програма, у рамках якої проведено понад 240 тис дозиметричних обстежень у 70 населених пунктах. У Житомирській та Рівненській областях успішно діяли пересувні діагностичні лабораторії Українського Червоного Хреста, за допомогою яких щороку обстежувалося до 30 тис жителів із радіаційно забруднених районів. Послідовно здійснювалася соціально-психологічна підтримка постраждалих. Населення, особливо дітей, забезпечували полівітамінами, сухим молоком, медичними препаратами тощо.

### Після 1991 року
Український Червоний Хрест, що входив до Союзу Товариств Червоного Хреста і Червоного Півмісяця СРСР, зі здобуттям незалежності України був перетворений на самостійне національне товариство Червоного Хреста, яке стало членом Міжнародного Руху Червоного Хреста і Червоного Півмісяця. Український Червоний Хрест було визнано Міжнародним Комітетом Червоного Хреста 29 вересня 1993 року та рішенням ІХ сесії Генеральної Асамблеї Міжнародної Федерації Товариств Червоного Хреста і Червоного Півмісяця, яка відбулася 25-28 вересня 1993 року у місті Бірмінгемі, Велика Британія.
Починаючи з кінця 1996 року значно активізувалась міжнародна діяльність Українського Червоного Хреста. Цьому сприяло ряд факторів, пов’язаних з утвердженням демократичних засад розвитку українського суспільства, зростання довіри міжнародної спільноти після відмови України від розміщення на своїй території ядерної зброї та проголошення нейтрального статусу України. У 1996 році у Києві було відкрито представництво регіональної делегації Міжнародного Комітету Червоного Хреста.
У 1990-ті роки зміцніли міжнародні зв’язки Українського Червоного Хреста з Національними товариствами інших країн. У 1993 році була укладена перша міжнародна угода про взаємодію з Німецьким Червоним Хрестом. Аналогічні правові стосунки склалися надалі з Національними товариствами Червоного Хреста Угорщини, Словаччини, Греції, Болгарії, Румунії, Польщі, Нідерландів, Чехії, Червоного Півмісяця Туреччини тощо. У 2000 році продовжувалося співробітництво з Національними товариствами Червоного Півмісяця Афганістану і Пакистану з питань розшуку й повернення зниклих громадян України.

Наприкінці 1990-х років найбільш активно почали розвиватися міжнародні програми Українського Червоного Хреста, такі як: «Міжнародна Чорнобильська програма гуманітарної допомоги та реабілітації», «Програма розвитку Служби катастроф», «Програма з міграції населення» тощо.

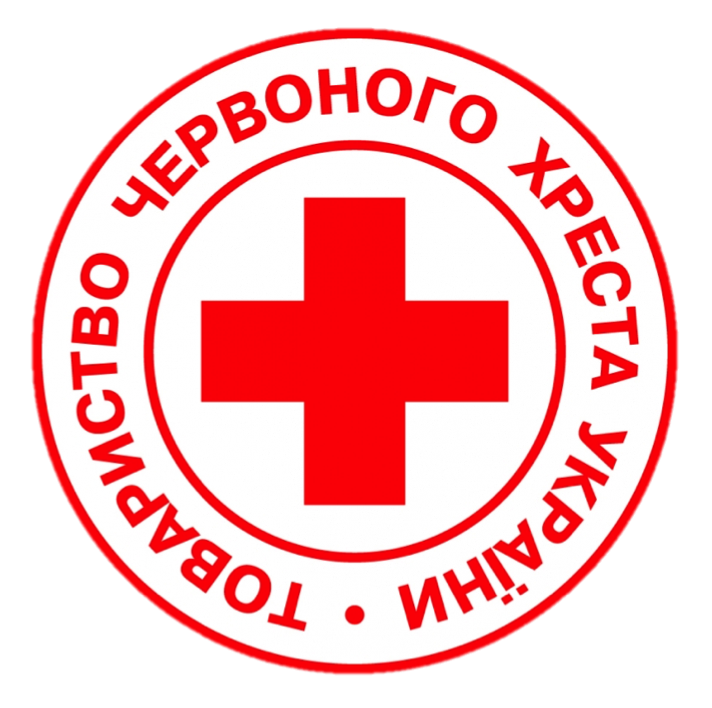
Логотип Товариства Червоного Хреста України

У липні 1999 року Верховною Радою України прийнято Закон «Про символіку Червоного Хреста і Червоного Півмісяця в Україні» відповідно до вимог Женевських конвенцій 1949 року про захист жертв війни та Додаткових протоколів до них 1997 року. Закон визначає порядок та умови використання і захисту емблем Червоного Хреста і Червоного Півмісяця на території України.
Емблема Червоного Хреста як захисний знак, може використовуватися під час збройних конфліктів для позначення нейтральних гуманітарних зон та територій на місцевості, що призначена для захисту розташованих на ній поранених, хворих, цивільних осіб і медичного персоналу.
Як розпізнавальний знак емблема використовується для позначення людини або об’єкта, що належить до Міжнародного Руху Червоного Хреста і Червоного Півмісяця, у тому числі й до Українського Червоного Хреста.
Український Червоний Хрест — єдина українська організація, яка має право на використання символіки Червоного Хреста з розпізнавальною та захисною функцією для цілей та різновидів своєї гуманітарної діяльності, що відповідають Основоположним принципам Міжнародного Руху Червоного Хреста і Червоного Півмісяця.
Розуміючи важливість підготовки населення до реагування на надзвичайні ситуації, щоб зменшити їх наслідки, Український Червоний Хрест, за сприяння Міжнародної Федерації Товариств Червоного Хреста і Червоного Півмісяця, у 1990-х роках реалізує програму навчання населення наданню першої допомоги. Також у цей час здійснювалася робота з будівництва бази служби катастроф Українського Червоного Хреста.
У березні 1999 року розпочалася Міжнародна гуманітарна програма «Червоний Хрест — проти туберкульозу та СНІДу». Мета програми — зміцнення матеріально-технічної бази та кадрового потенціалу патронажної служби Українського Червоного Хреста, активізація санітарно-освітньої роботи серед населення, соціальна підтримка людей, які хворіють на туберкульоз та ВІЛ. Запровадження програми сприяло вдосконаленню співпраці з місцевими органами влади, засобами масової інформації, закладами охорони здоров’я, соціального захисту населення.
Надалі розвивалося удосконалення інформаційно-комунікаційної роботи з метою поширення гуманітарних цінностей, ознайомлення суспільства з діяльністю Українського Червоного Хреста, норм Міжнародного гуманітарного права, популяризація навчання з першої допомоги, знань спрямованих на захист населення, інформування щодо соціально небезпечних хвороб, підтримка донорства крові, реагування на надзвичайні ситуації тощо.

### 2013-2020 рр
Євромайдан та початок військових дій у Донецькій й Луганській областях
З початком загостренням ситуації на Євромайдані (кінець 2013 року) у Києві, Український Червоний Хрест працював у посиленому режимі та надавав допомогу постраждалим протягом усього періоду Революції Гідності. Медична Служба Штабу Національного Спротиву з першого дня її розгортання на Євромайдані (01 грудня 2013 року)  тісно співпрацювала з Українським Червоним Хрестом у наданні першої допомоги постраждалим. Волонтери забезпечували Медичну Службу методологічною, кадровою та натуральною допомогою. Загони швидкого реагування Українського Червоного Хреста завжди знаходилися на передовій біля барикад та надавали медичну допомогу пораненим й постраждалим.
Після анексії Криму та початку військових дій на Донеччині й Луганщині, Український Червоний Хрест зосередив роботу на наданні допомоги внутрішньо переміщеним особам з АР Криму, Донецької та Луганської областей. У період 2014-2022 роки гуманітарна допомога була надана понад 1 млн внутрішньо переміщеним особам. Людей забезпечували продуктовими та гігієнічними наборами, послугами банку одягу, видавали постільні комплекти, впроваджували ваучерні програми, проводили заходи з психосоціальної підтримки та навчання першої допомоги, допомагали у відновленні домогосподарств тощо.
У 2015 році на Луганщині та Донеччині розпочали роботу 4 мобільні медичні бригади Українського Червоного Хреста, які працювали вздовж лінії зіткнення. До 2022 року вони надали допомогу понад 100 тис. пацієнтам, які були позбавлені медичних послуг через військові дії. Кожна бригада була забезпечена спеціалізованим автомобілем, мала портативний електрокардіограф, прилади для вимірювання цукру крові, артеріального тиску. Кілька бригад мали мобільні системи для ультразвукової діагностики.
З липня 2015 року Український Червоний Хрест почав реалізовувати проєкт щодо інформування населення про ризики від мін та інших вибухонебезпечних предметів, та навчати безпечної поведінки з ними. До 2022 року цей проєкт реалізовувався у Донецькій та Луганській області. Для розповсюдження цієї інформації, щоб проінформувати якомога більшу кількість населення, проводилися інформаційні сесії, до яких, крім спеціалістів Українського Червоного Хреста, залучали місцевих громадських діячів, вчителів, співробітників ДСНС України тощо. У цей час також розробляли та розповсюджували друковані матеріали з мінної небезпеки, які були орієнтовані на дорослу та дитячу аудиторії.
Реформування діяльності Українського Червоного Хреста у 2016 році
Для покращення якості надання гуманітарної допомоги людям, виходу з радянської системи організації діяльності Товариства та переходу до європейських стандартів у 2016 році відбулося реформування та організаційний розвиток Українського Червоного Хреста. Повністю змінилася система членства та залучення коштів для діяльності Українського Червоного Хреста, відбувся перехід від державного фінансування до прозорого фінансування проєктів й напрямів діяльності Українського Червоного Хреста від донорів та партнерських Національних товариств Червоного Хреста і Червоного Півмісяця, посилилася організаційна структура та волонтерський менеджмент. У цей же час посилилася робота основних напрямків діяльності: розвиток волонтерського руху, навчання першій допомозі, реагування на надзвичайні ситуації, психосоціальна підтримка населення, популяризація знань, спрямованих на захист населення, догляд вдома за одинокими літніми людьми, допомога державним органам влади у подоланні гуманітарних викликів та підтримці найуразливіших верств населення тощо.
Повінь на заході України у червні 2020 року
У червні 2020 року у західній частині України сталася найбільша повінь за останнє десятиліття, під час якої було пошкоджено тисячі житлових будинків, домогосподарств, частково зруйновано сотні кілометрів доріг, дамби, мости, а також було порушено транспортне сполучення з десятками населених пунктів.
Волонтери та співробітники Українського Червоного Хреста не тільки надавали допомогу під час евакуації постраждалих, але й роздавали гігієнічні й продуктові набори. Допомогу отримали понад 10 тис. постраждалих.
Перший етап допомоги був спрямований на підтримку санітарно-епідеміологічного стану на постраждалих територіях. У липні 2020 року було передано 3750 гігієнічних наборів першої необхідності мешканцям Івано-Франківської, Закарпатської та Чернівецької областей.
Під час другого етапу надання допомоги волонтери і співробітники Українського Червоного Хреста передали 1400 продуктових наборів жителям Чернівецької та Івано-Франківської областей. Вага одного набору становила близько 20 кг і складалася з продуктів тривалого зберігання: крупи, макарони, олія, консерви, цукор, борошно та згущене молоко. Також в Івано-Франківську область, окрім продуктових наборів, додатково доправили понад 1000 гігієнічних наборів.
Реагування на масштабні пожежі на Луганщині у вересні 2020 року
30 вересня та 1 жовтня 2020 року на Луганщині, внаслідок військових дій, вздовж лінії розмежування виникло 8 масштабних осередків лісових пожеж. Найбільш складна ситуація була зафіксована від Станиці-Луганської до Сєверодонецька, де пожежі набули загрозливого характеру й охопили 32 населених пункти. Внаслідок пожеж загинуло 9 осіб та було госпіталізовано 17 чоловік. Орієнтовна площа пройдена вогнем склала понад 13 тис. гектарів.
Співробітники та волонтери Українського Червоного Хреста від початку пожеж працювали в цілодобовому режимі та надали допомогу понад 200 постраждалим, яких рятувальники евакуювали під час пожежі в Луганській області, зокрема:
• надали першу допомогу й першу психологічну допомогу постраждалим;
• брали участь у транспортуванні, реєстрації та розміщенні постраждалих людей;
• забезпечили продуктовими та гігієнічними наборами, постільною білизною і ковдрами;
• приймали й сортували необхідний для постраждалих одяг, продукти харчування та питну воду;
• забезпечили рятувальників, волонтерів та постраждалих засобами індивідуального захисту, санітайзерами, рукавичками з метою уникнення поширення COVID-19;
• загін швидкого реагування Луганської обласної організації Українського Червоного Хреста транспортував до пунктів надання допомоги та тимчасового проживання 15 маломобільних людей.

### Пандемія COVID-19 2020-2022 рр.
Український Червоний Хрест, як найбільша гуманітарна організація країни, разом з партнерами одразу долучилося до національної боротьби проти пандемії й надавало допомогу тим, хто цього найбільше потребував — незахищеним верствам населення та людям, які опинилися у складних життєвих обставинах. Також Український Червоний Хрест спрямував допомогу на підтримку медичних працівників, які, навіть, за відсутності засобів індивідуального захисту щодня боролися за життя кожного пацієнта.
Щоб надати якісну та оперативну допомогу, Український Червоний Хрест налагодив тісну співпрацю з міжнародними партнерами, бізнес сектором та почав активно взаємодіяти з різними органами державного сектору. Зокрема, розпочалася спільна координація діяльності з Радою Національної Безпеки та оборони України (РНБО) й Уповноваженою Президента з волонтерської діяльності. Український Червоний Хрест долучився до роботи Державної комісії з питань техногенно-екологічної безпеки та надзвичайних ситуацій для координації дій й комунікації під час надзвичайних ситуацій, зокрема у рамках протидії коронавірусної інфекції.
Допомога медичним закладам
У боротьбі з пандемією на передовій опинилися медичні працівники, які щодня рятували життя мільйонам людей, ризикуючи власними. Окрім того, що понаднормовий робочий графік та постійний стрес їх виснажував емоційно та фізично, перед ними ставали нові виклики: відсутність у медичних установах засобів індивідуального захисту, необхідного обладнання й ліжкового фонду.
Український Червоний Хрест долучився до підтримки медичних закладів у боротьбі з пандемією. В опорні лікарні було передано медичне обладнання: апарати штучної вентиляції легень (ШВЛ), аналізатори газів крові, електролітів, метаболітів та гемоглобіну, монітори стану пацієнтів та дефібрилятори.
Український Червоний Хрест регулярно забезпечував медичні установи засобами індивідуального захисту: захисними костюмами, медичними масками, респіраторами, рукавичками та антисептиками. Крім того, протягом року спеціально підготовлені волонтери Українського Червоного Хреста проводили навчання з питань профілактики та захисту від COVID-19 у майже 200 лікарнях у всіх областях України.
Популяризація донорства крові
Під час пандемії кількість донорів крові різко зменшилася. Відповідно у лікарнях країни катастрофічно не вистачало донорської крові для лікування тяжких пацієнтів із захворюваннями крові, онкологічними хворобами чи людей, які потребували негайного переливання крові після нещасних випадків. Тому Український Червоний Хрест організував Всеукраїнську кампанію донорства крові для заохочення людей до донорства крові у час пандемії. З цією метою розпочалася співпраця з відомими акторами (В’ячеслав Довженко, Тарас Цимбалюк, Владислав Никитюк, Роман Семисал, Роман Ясіновський) та спортсменами із популяризації донорства крові, а також зі Збройними Силами України щодо залучення військових до донорства крові.
Напередодні Всесвітнього дня донора крові Український Червоний Хрест спільно з Міністерством молоді та спорту України ініціював Всеукраїнську довгострокову донорську акцію «Перемога у нас в крові». В результаті, за перші декілька тижнів до акції долучилося майже 8 тис. донорів крові в усіх регіонах України.
Гуманітарна допомога
Український Червоний Хрест з початку пандемії оперативно адаптував механізми видачі гуманітарної допомоги людям, згідно карантинних обмежень. Волонтери адресно доставляли гуманітарну допомогу найуразливішим верствам населення — приносили продуктові та гігієнічні набори під двері квартир та будинків. Це дозволяло людям отримати необхідну гуманітарну допомогу, уникнувши скупчення черги, а також убезпечити вразливі категорії населення від необхідності виходити до магазинів й наражати себе на ризик інфікування.
Вразливим групам населення по всій Україні надавалися продукти харчування, засоби гігієни, ліки та набори засобів індивідуального захисту. Силами загонів швидкого реагування в усіх областях України була організована доставка їжі та продуктів вразливим категоріям населення, що перебували на карантині. З перших днів введення карантину в Україні загони швидкого реагування Українського Червоного Хреста допомагали державі з транспортуванням хворих.
Крім того, Український Червоний Хрест надавав гуманітарну допомогу та психосоціальну підтримку людям літнього віку, які перебували на самоізоляції, у геріатричних пансіонатах або лікарнях. Також Служба розшуку Українського Червоного Хреста сприяла у відновленню та збереженню контактів з членами родин, у тому числі для іноземців, які тимчасово опинилися в Україні через введення карантину й закриття кордонів.
Інформаційна робота
У перші дні карантину COVID-19 в Україні, Український Червоний Хрест почав надавати допомогу Міністерству охорони здоров’я України: залучати волонтерів до їх «гарячої лінії» для інформування та підтримки населення щодо поточного стану пандемії, механізмів взаємодії з державними органами охорони здоров’я під час карантину тощо.
За короткий проміжок часу була запущена робота інформаційного центру Українського Червоного Хреста, що інформував людей про роботу Українського Червоного Хреста, в тому числі пов’язану з протидією коронавірусної інфекції. Також в центрі оброблялися запити про потреби людей, які опинилися у скрутних обставинах й потребували гуманітарної допомоги.
Волонтери Українського Червоного Хреста регулярно в різних куточках країни проводили інформаційно-просвітницьку діяльність щодо COVID-19. Організації Українського Червоного Хреста інформували людей щодо шляхів поширення коронавірусної інфекції, важливості регулярної ретельної гігієни рук, про способи зменшення ризиків інфікування на COVID-19 та інформацію про важливість підтримки людей, які опинилися у групі високого ризику розвитку ускладнень від ймовірного інфікування коронавірусом під час пандемії тощо.
Для цього, спільно з Міністерством охорони здоров’я України, було розроблено та надруковано більше мільйона примірників друкованої продукції різних форматів, які було розповсюджено по усій території країни: у магазинах, школах, громадському транспорті,  державних установах тощо.
Щоб якомога більше людей володіли перевіреною інформацією про СOVID-19, було створено майже півсотні відеороликів про методи уникнення поширення коронавірусної інфекції. 18 з цих роликів отримали статус соціальної реклами і транслювались на національних каналах країни.
Разом з українськими зірками (Тімур Мірошниченко, Світлана Тарабарова, Олег Скрипка) Український Червоний Хрест запустив аудіокнигу «Мій герой – це ти», в основу якої взято книгу  британської авторки та ілюстраторки Хелен Патук. Аудіокнига правильно пояснює дітям усе, що відбувається під час пандемії, та показує, як саме діти можуть уникнути інфікування COVID-19.
Навчально-освітні активності Українського Червоного Хреста (навчання першій допомозі, заходи з психосоціальної підтримки) успішно переформатували в онлайн-формат.
Для підтримки лікарів, рятувальників та працівників підприємств критичної інфраструктури було запущено лінію підтримки  «Давай поговоримо».
Також Український Червоний Хрест став партнером платформи «Розкажи мені». Її створив Інститут Когнітивного Моделювання у співпраці з Українським Червоним Хрестом та Міністерством охорони здоров’я України. Платформа надавала безоплатну психологічну підтримку населенню України. Український Червоний Хрест забезпечував інформаційну підтримку платформі через розміщення зовнішньої реклами, а також через часткову компенсацію волонтерам-психологам. Станом на кінець серпня 2020 року, на платформі було зареєстровано 2230 заявок, більшість з яких були опрацьовані чи в роботі.
Також волонтери Українського Червоного Хреста розповсюджували інформаційні матеріали з метою психосоціальної підтримки населення та медичних спеціалістів. В лікарнях по всій країні було розповсюджено понад 20 тис. плакатів з порадами для лікарів щодо турботи про власне психічне здоров'я. Також було надруковано 2500 примірників «Щоденники для тих, хто опинився на ізоляції», які волонтери розповсюдили серед людей через сімейних лікарів.
Діяльність Мобільних медичних бригад
Починаючи з 23 березня 2020 року, коли в Україні офіційно оголосили карантинні обмеження, працівники мобільних медичних бригад перейшов до дистанційної форми підтримки пацієнтів. Медичні працівники бригад проводили телефонні консультації пацієнтів щодо основних правил поведінки під час пандемії коронавірусної інфекції. Всього за період дистанційної роботи мобільних медичних бригад було проведено 2845 телефонних консультацій.
З 25 травня 2020 року мобільні медичні бригади повернулися до звичного режиму роботи — регулярних виїздів на локації разом із спеціалістами Центрів первинної медико-санітарної допомоги районного підпорядкування. Для забезпечення епідемічної безпеки працівники мобільних медичних бригад отримали багаторазові спеціальні засоби індивідуального захисту, а також пройшли інструктажі з їх правильного використання.
До повномасштабного вторгнення рф в Україну, мобільні медичні бригади Українського Червоного Хреста продовжували працювати лише в Луганській та Донецькій областях.
Вакцинація
З початком вакцинації від COVID-19, Український Червоний Хрест спільно з Центром громадського здоров’я України розпочало інформаційну кампанію з вакцинації, розвінчуючи міфи про вакцинацію та розповідаючи про види вакцин, їх особливості, побічні ефекти тощо. Були створені друковані матеріали для інформування про вакцинацію від коронавірусної інфекції, які розповсюджували по всій території України.
Спільно з Міністерством охорони здоров’я України та Уповноваженою Президента з волонтерської діяльності була створена інформаційна кампанія «Вакциновані — захищені». У рамках цієї кампанії були створені 24 відеоролики з кожного регіону України, до яких залучили відомих зірок (Павло Зібров, Олег Філімонов, Євген Синельников, Дмитро Різник, Наталія Май, Чепурняк Євген) та громадських діячів зі всієї України. Вони розповідали про позитивний досвід вакцинації, розвінчували міфи про вакцини та нагадували про методи уникнення поширення інфекції тощо.

## Повномасштабне вторгнення рф в Україну

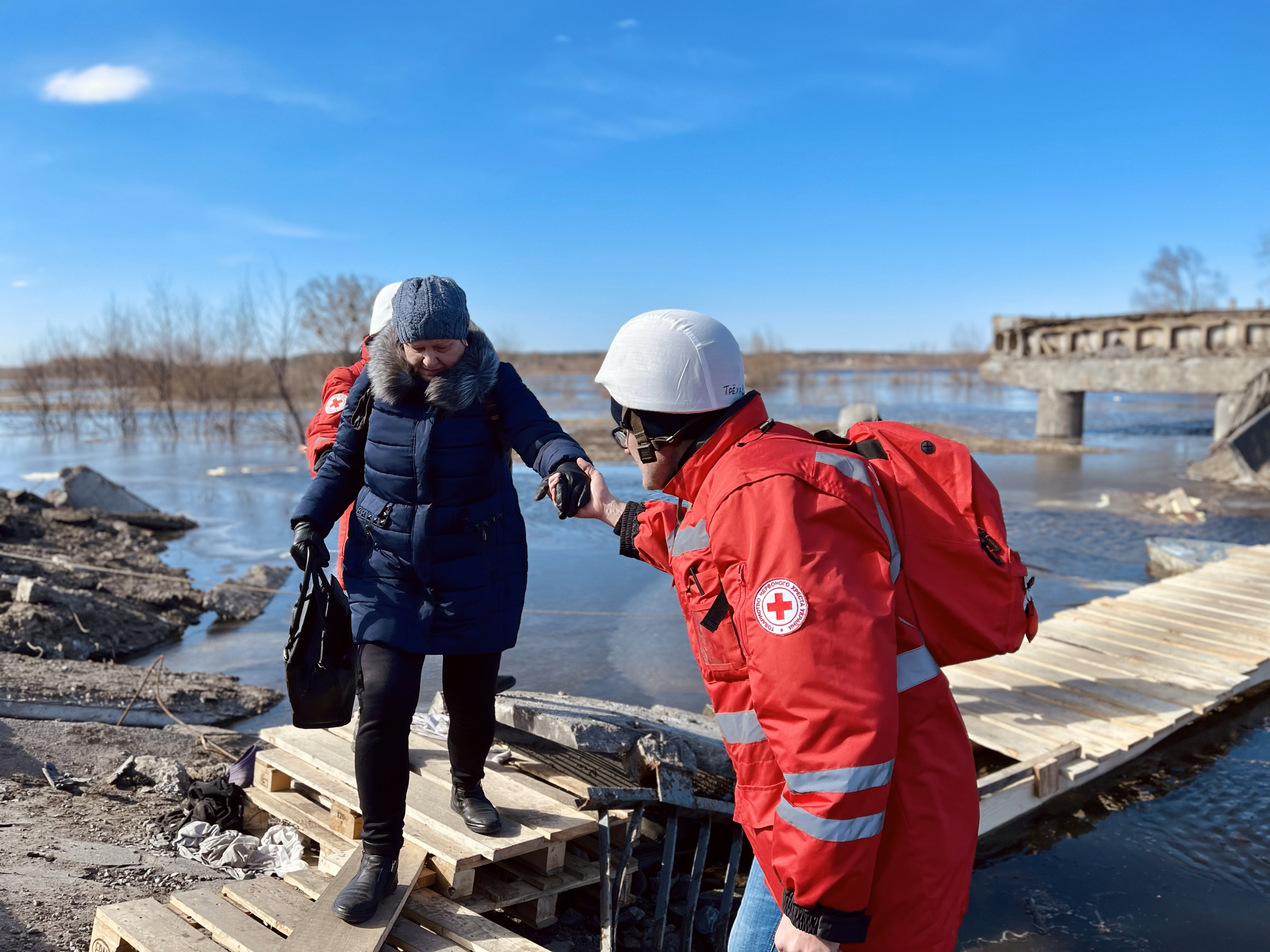
Евакуація населення через тимчасову переправу, побудовану волонтерами Українського Червоного Хреста. Київська область. Березень, 2022 рік

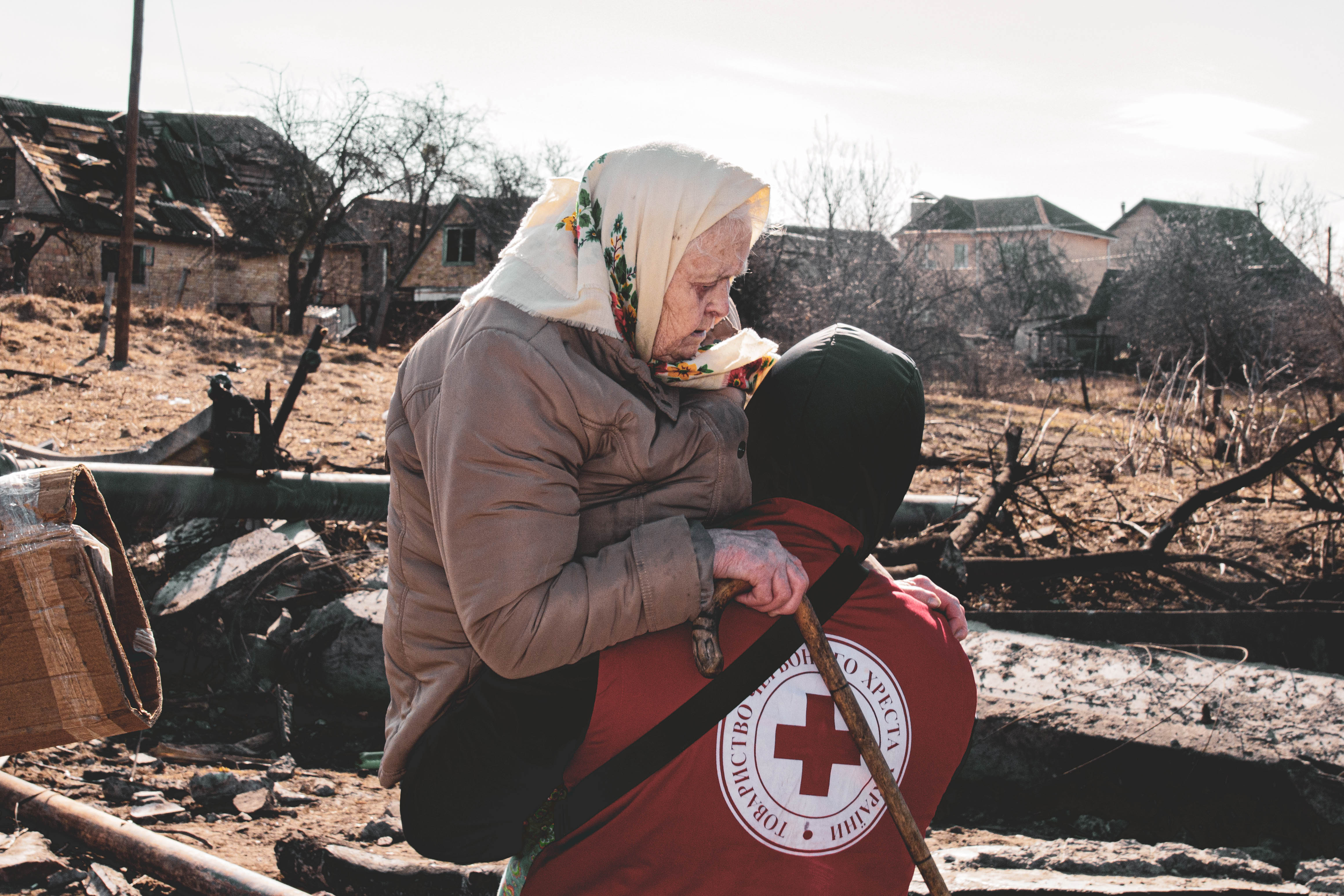
Евакуація маломобільних людей

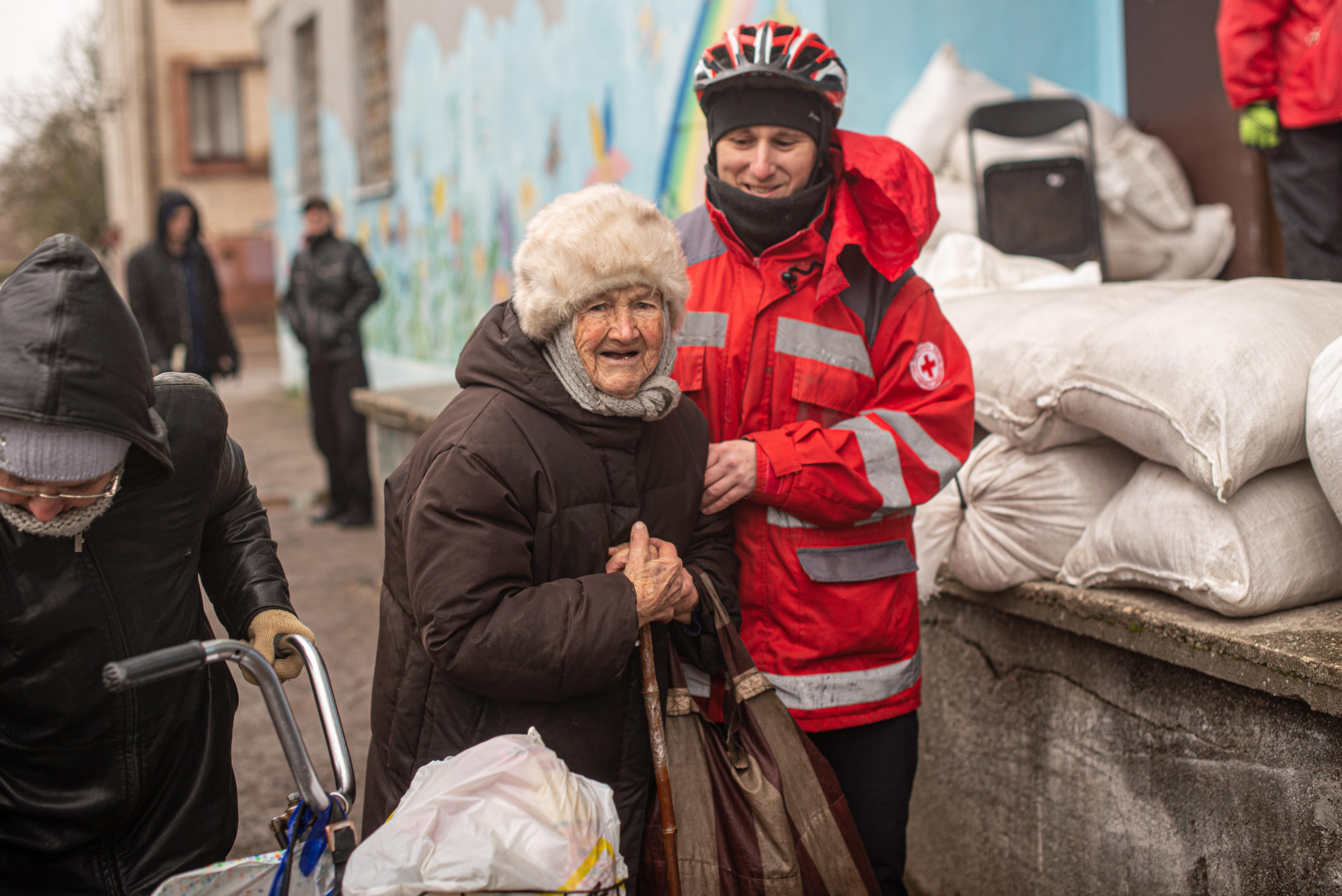
Надання гуманітарної допомоги на деокупованій Херсонщині, листопад 2022 рік

З 24 лютого 2022 року, після російського вторгнення в Україну, Український Червоний Хрест оперативно мобілізував всі сили та ресурси й розпочав надавати допомогу постраждалому населенню. З 24 лютого 2022 року волонтери і співробітники Українського Червоного Хреста майже цілодобово працюють в різних куточках України. Вони доставляють гуманітарну допомогу потребуючим, популяризують знання з першої допомоги й мінної небезпеки, надають психосоціальну підтримку. Загони швидкого реагування виїжджають на місця руйнувань житлових будинків разом з ДСНС України, евакуюють людей та транспортують маломобільних осіб з «гарячих точок», чергують на залізничних вокзалах і пунктах перетину кордону. Місцеві осередки Українського Червоного Хреста облаштовують місця для людей, які були вимушені покинути свої домівки та забезпечують їх найнеобхіднішим.
Пріоритети в діяльності Українського Червоного Хреста:
- підтримка внутрішньо переміщених осіб (ваучерна програма, облаштування місць тимчасового перебування, надання гуманітарної допомоги, проведення заходів з психосоціальної підтримки тощо);
- евакуація населення з «гарячих точок»;
- транспортування маломобільних людей та осіб з інвалідністю з місць надзвичайних ситуацій до медичних закладів та тимчасових прихистків;
- доставка найнеобхіднішого до населених пунктів, де є гуманітарна криза;
- навчання населення навичкам надання першої допомоги, надання психосоціальної підтримки тим, хто цього найбільше потребує, інформування з мінної небезпеки та найрозповсюдженіших захворювань;
- надання комплексної гуманітарної допомоги в Україні (відновлення пошкодженої інфраструктури та медичних закладів, підготовка громад до зими, реалізація проєктів з фізичної та психічної реабілітації, підтримка системи охорони здоров'я. видача гуманітарної допомоги).

Основні напрямки діяльності Українського Червоного Хреста під час війни
- Гуманітарна допомога

Гуманітарна допомога є першочерговою потребою для постраждалого населення, а саме для тих, хто залишається у місцях, де ведуться або велися активні бойові дії, та тих, хто виїжджає, маючи із собою лише документи та дорожню сумку.
Український Червоний Хрест мобілізує тисячі тон гуманітарного вантажу й доставляє його до свої обласних, районних чи міських осередків, де він розподіляється в залежності від потреб у регіоні. Гуманітарна допомога складається з найнеобхідніших речей: продукти харчування, засоби гігієни, побутові речі, одяг, взуття, постільна білизна тощо.
- Евакуація населення

Загони швидкого реагування Українського Червоного Хреста надають підтримку працівникам ДСНС України у ліквідації пошкоджень цивільної інфраструктури. Вони виїжджають на місця руйнувань, розгортають намети, де надають першу допомогу пораненим, першу психологічну допомогу постраждалим, беруть участь у пошуково-рятувальних операціях, забезпечують постраждалих водою, підзарядкою мобільних пристроїв тощо.
Також загони швидкого реагування у координації з місцевою владою здійснюють евакуацію населення. У перші місяці війни загін швидкого реагування супроводжував евакуаційні колони та надавав евакуйованим найнеобхіднішу допомогу. Загони швидкого реагування Українського Червоного Хреста евакуюють людей з «гарячих точок» та транспортують маломобільних людей і тяжкохворих пацієнтів з до медичних закладів або тимчасових прихистків.
- Допомога звільненим населеним пунктам

Першочерговими потребами людей в звільнених містах, які перебували під тимчасовою окупацією – є продукти, медикаменти, вода та засоби особистої гігієни. Орієнтуючись на ці потреби, загони швидкого реагування Українського Червоного Хреста доставляють звільненим населеним пунктам найнеобхідніше – воду, продукти харчування, гігієнічні засоби та ліки. Волонтери Українського Червоного Хреста також доставляють сімейні продуктові набори та гігієнічні товари до віддалених населених пунктів областей, куди не так просто доїхати. Також Український Червоний Хрест надає автономні засоби тепло та електроенергії тим населеним пунктам, де відсутнє електропостачання внаслідок обстрілів, вибухів та пожеж.
Крім того, в перші дні після звільнення з тимчасової окупації для нагальної допомоги населенню волонтери розміщують намети з гарячою їжею та напоями, предметами гігієни та підзарядками для телефонів. У наметах волонтери надають першу допомогу й першу психологічну допомогу.

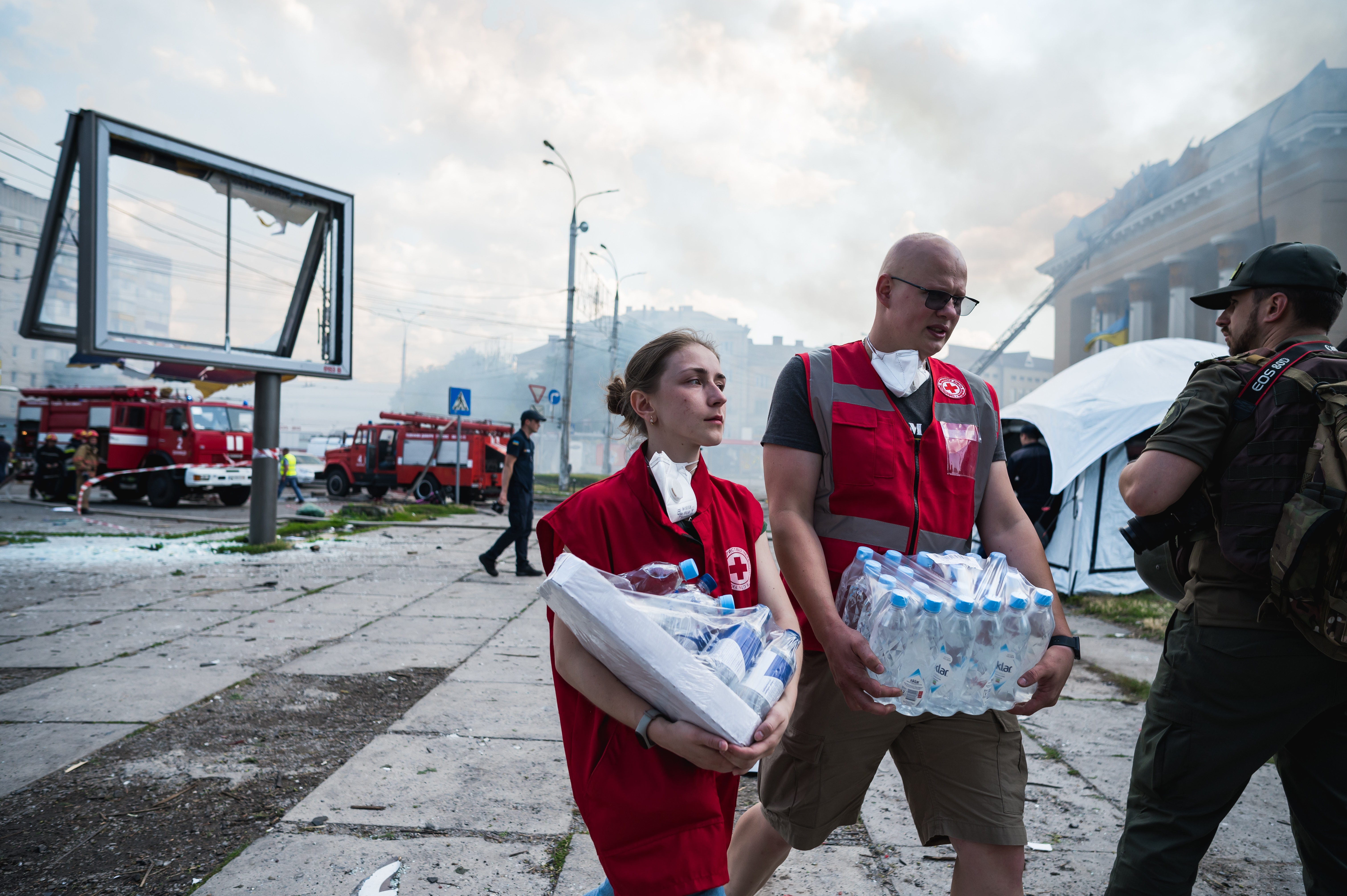
Робота загонів швидкого реагування на місці ракетного обстрілу Вінниці 14.07.2022

- Допомога внутрішньо переміщеним особам

Одна з основних задач Українського Червоного Хреста – це забезпечення базових потреб, що наразі виникають у людей, які тікають від війни та розпочинають жити на новому місці. Більшість людей, які евакуювалися до безпечних місць, брали з собою невелику валізу з документами та найціннішими речами. Тому, опинившись на новому місці, люди потребують найнеобхіднішого — води, їжі, гігієнічних засобів та речей, які допоможуть у тимчасовому місці проживання облаштувати мінімальні комфортні умови побуту.
Український Червоний Хрест надає комплексну гуманітарну допомогу та підтримку внутрішньо переміщеним особам: проводить видачу продуктових наборів, питної води, постільної білизни, одяг та інші найнеобхідніші речі для забезпечення базових потреб. Для забезпечення комфортного життя внутрішньо переміщених осіб, Український Червоний Хрест допомагає з облаштуванням побуту в місцях їх тимчасового проживання, будує модульні містечка. Так 15 липня 2022 року у Львові відбулося відкриття прихистку для вагітних жінок з немовлятами Незламні матусі. Цей центр було побудовано Українським Червоним Хрестом спільно з Львівською міською радою, він забезпечує комфортне життя для понад 100 вагітних жінок з їх немовлятами.

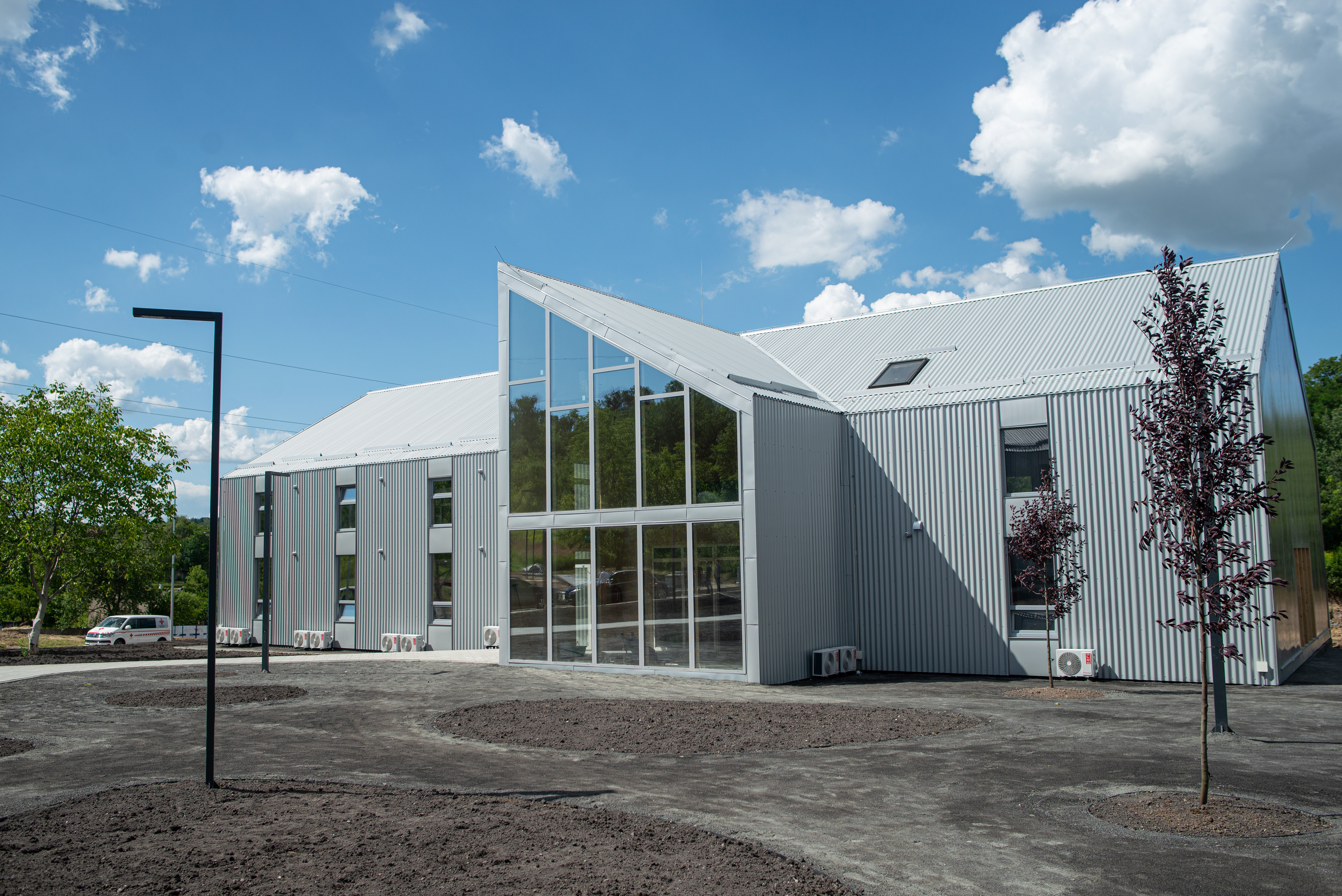
Центр для вагітних жінок та матусь з немовлятами "Незламні матусі", Львів

У листопаді 2023 року за підтримки Українського Червоного Хреста було побудоване модульне містечко для внутрішньо переміщених осіб у місті Чернігів. Модульне містечко складається з 7 багатоквартирних будинків, де розміщено 112 квартир. Квартири укомплектовані усією необхідною побутовою технікою, меблями та іншими базовими речами для комфортного проживання.
Крім видачі гуманітарної допомоги та будівництва модульних містечок, Український Червоний Хрест проводить для внутрішньо переміщених осіб безкоштовні тренінги з першої допомоги, мінної небезпеки, міжнародного гуманітарного права тощо. Спеціалісти Українського Червоного Хреста організовують заходи із психосоціальної підтримки для тих, хто постраждав від війни: дітей, родин, осіб літнього віку тощо. Волонтери проводять заходи як у офісах Українського Червоного Хреста, так і в місцях розміщення, і проживання внутрішньо переміщених осіб. Також реалізовуються проєкти для соціальної підтримки найуразливіших верств населення: соціальні пральні, соціальні їдальні, банки одягу, пункти прокату реабілітаційного обладнання тощо.
Ще один вид допомоги внутрішньо переміщеним особам – Ваучерна програма. Вона реалізується у різних областях та має визначені категорії отримувачів. Ваучер дає змогу людині придбати продукти першої необхідності й покрити базові потреби в одній з мережі супермаркетів.
- Допомога на вокзалах та пунктах перетину кордону

З 24 лютого 2022 року, коли розпочалася масова евакуація людей з небезпечних місць та масова міграція людей по всій країні, волонтери Українського Червоного Хреста розпочали цілодобові чергування на перевантажених пунктах пропуску біля кордону та на залізничних вокзалах. Вони, у разі потреби, надавали першу допомогу та першу психологічну допомогу, забезпечували транспортування маломобільних осіб, допомагали з посадкою та висадкою пасажирів, надавали гуманітарну допомогу тим, хто цього потребує, забезпечували людей водою, перекусами тощо.
Наразі Український Червоний Хрест спільно з ДСНС України зустрічають евакуаційні потяги по всій країні та надають допомогу людям, які вимушено виїжджають з небезпечних регіонів країни. Волонтери загонів швидкого реагування Українського Червоного Хреста допомагають з висадкою пасажирів, за потреби надають першу допомогу та першу психологічну допомогу, допомагають з транспортуванням маломобільних осіб до тимчасових прихистків, видають людям воду, перекуси та інші речі першої необхідності.
- Надання допомоги державі

Український Червоний Хрест надає посильну підтримку державним установам та службам. Наприклад, співробітники та волонтери передають ліки і медичні засоби до медичних установ, а також організовують збір всього необхідного для шпиталів. Підтримують й працівників Укрзалізниці, ДСНС України, Національної поліції України тощо. 
Український Червоний Хрест опрацьовує гуманітарні запити від міської влади, медичних закладів та центрів тимчасового перебування внутрішньо переміщених осіб, і мобілізує усі наявні ресурси для забезпечення потрібної допомоги.
Український Червоний Хрест надає комплексну гуманітарну підтримку державним установам та службам. Наприклад, передає медичні засоби та обладнання до медичних установ, а також мобілізує усі можливі ресурси для забезпечення медичних закладів усім необхідним. Також, допомагає відновлювати пошкоджені медичні та реабілітаційні заклади. В тісній кооперації з державними службами, реагує на будь-які надзвичайні ситуації в країні, та надає всебічну гуманітарну допомогу та підтримку постраждалим.
Український Червоний Хрест допомагає відновлювати пошкоджені лінії електромереж, забезпечує автономними засобами тепло та електроенергії українські громади, медичні заклади та об'єкти цивільної інфраструктури. Волонтери замінюють пошкоджені внаслідок обстрілів вікна в будинках та забезпечують постраждалих людей усім найнеобхіднішим.
Для підтримки системи охорони здоров'я, Український Червоний Хрест розгорнув діяльність мобільних медичних бригад практично по всій Україні. Лікарі та медсестри роблять виїзди у найвіддаленіші населені пункти країни та громади, у яких обмежений доступ до медичних послуг. Вони проводять медичні консультації та обстеження людей, безкоштовно видають безрецептурні ліки та призначають схему лікування для полегшення стану людини. Волонтери Українського Червоного Хреста інформують людей про найрозповсюдженіші захворювання та їх профілактику.
Через військові дії, значна кількість людей літнього віку були вимушені виїхати з місць свого проживання, або ж стали самотніми через від'їзд своїх близьких. Велика кількість самотніх людей літнього віку, через стан свого здоров'я або ж соціальну ізоляцію, не мають змоги самостійно забезпечувати свої базові потреби та потребують сторонньої допомоги. Для гуманітарної підтримки самотніх людей літнього віку, Український Червоний Хрест розгорнув діяльність напрямку Догляд вдома по всій території України. Соціальні помічники здійснюють догляд на дому за самотніми людьми літнього віку та допомагають по господарству (прибирання, приготування їжі, закупка та доставка продуктів харчування, води, ліків тощо), емоційно підтримують та надають допомогу у вирішенні соціальних потреб.
З 24 лютого 2022 року Український Червоний Хрест:
- надав допомогу для понад 13 мільйонів людей;
- проводить евакуацію людей з ‘’гарячих точок’’, зустрічає евакуаційні потяги та надає, за потреби, першу допомогу та першу психологічну допомогу;
- реагує на будь які надзвичайні ситуації в Україні. Загони швидкого реагування Українського Червоного Хреста спільно з державними службами надають першу допомогу та першу психологічну допомогу, проводять пошуково-рятувальні роботи під час ліквідації наслідків надзвичайних ситуацій, та забезпечують постраждалих усією необхідною допомогою;
- видає продуктові, гігієнічні набори для усіх, хто цього потребує. Це понад 13 мільйонів продуктових та гігієнічних наборів;
- забезпечує електрогенераторами, буржуйками та іншими автономними засобами тепло та електроенергії українські громади, лікарні, школи. Український Червоний Хрест надав: понад 29 тисяч буржуйок, понад 4 тисячі електричних обігрівачів та понад 800 електрогенераторів різної потужності;
- відновлює пошкоджену інфраструктуру. Після деокупації Київщини було відновлено 2000 метрів лінії електропередач у Горенці та Мощуні, що дало відновити електропостачання у понад 500 будинках;
- будує тимчасове житло та модульні містечка для людей, які тікаючи від війни, залишились без житла. Наприкінці 2023 року відбулося відкриття модульного містечка у м. Чернігові на 112 квартир;
- побудував на Львівщині прихисток для вагітних жінок та матусь з немовлятами Незламні матусі;
- реконструював 7-поверховий реабілітаційний корпус UNBROKEN, який працює на базі Першого медоб'єднання Львова. Щороку в центрі отримують допомогу понад 10 тисяч українців;
- відновлює пошкоджені військовими діями медичні заклади, житлові будинки;
- впроваджує проєкти з фізичної та ментальної реабілітації;
- надає комплексну гуманітарну підтримку внутрішньо переміщеним особам;
- реалізовує проєкти для соціальної підтримки найуразливіших верств населення : соціальні пральні, соціальні їдальні, банки одягу, пункти прокату реабілітаційного обладнання тощо;
- реалізував грошову допомогу населенню на деокупованих територіях Херсонщини, Харківщини, Донеччини;
- підтримав реалізацію програми Прихисток (2022-2023 рр): виплати коштів людям, які надали прихисток внутрішньо переміщеним особам у себе вдома;
- надає продуктові ваучери для людей, які втратили свої домівки через війну;
- навчає першій допомозі;
- запустив роботу Telegram-каналу з першої допомоги https://t.me/FirstAidURCS, щоб навичками міг оволодіти будь-хто в будь-якій частині країни чи за її межами, якщо є обмежений доступ до відвідування тренінгів;
- проводить заходи з психосоціальної підтримки;
- інформує населення щодо мінної небезпеки;
- запустив роботу близько мобільних медичних бригад  практично по всій країні, які надають первинну медичну допомогу у найвіддаленіших населених пунктах;
- доглядає за самотніми людьми літнього віку;
- інформує людей щодо профілактики найпоширеніших захворювань та зміцнення здоров'я;
- популяризує донорство крові;
- поширює знання з міжнародного гуманітарного права;

Вся ця надпотужна робота для підтримки постраждалого населення України була б неможливою без діяльності розгалуженої системи волонтерського руху по всій території країни – понад 8000 волонтерів і 5000 співробітників у близько 200 місцевих осередках Українського Червоного Хреста.

### Гуманітарне реагування на підрив Каховської ГЕС
З перших годин катастрофи 6 червня 2023 року на Каховській ГЕС волонтери й співробітники Українського Червоного Хреста розпочали діяльність на місці ліквідації наслідків підриву Каховської гідроелектростанції. 
- Евакуація

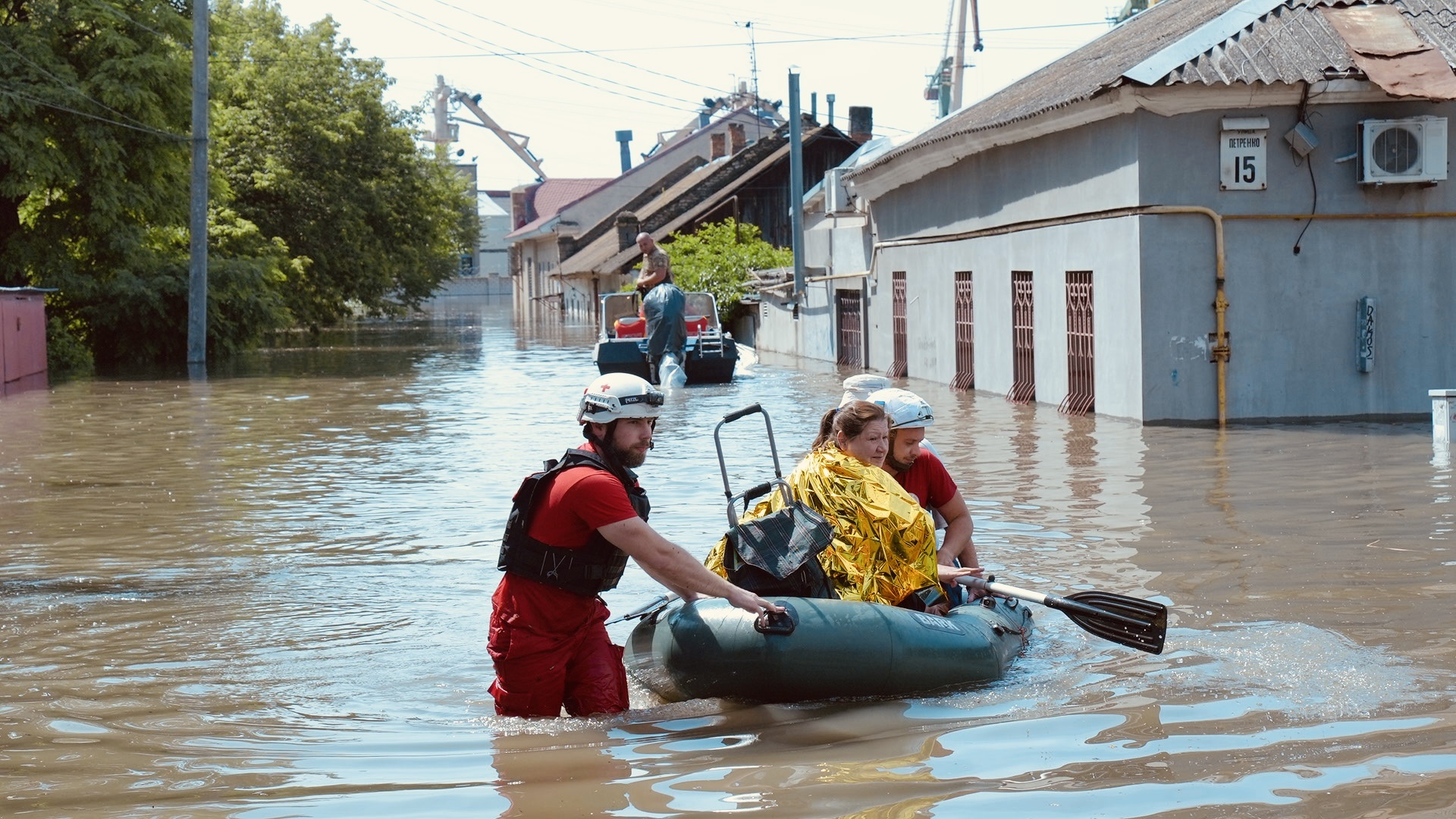
Евакуація людей з затоплених районів Херсону, 07.06.2023

6 екіпажів, а це понад 50 волонтерів, загонів швидкого реагування Херсонської, Одеської, Миколаївської обласних організацій Українського Червоного Хреста оперативно виїхали до підтоплених населених пунктів для допомоги Національній поліції України та рятувальникам ДСНС України в евакуації населення. Лише за першу добу волонтерам вдалося евакуювати 79 маломобільних людей. Це люди, які мають тяжкі хронічні захворювання, травми, інвалідність, поранення тощо, та не можуть самостійно пересуватися. Тому, щоб їх евакуювати із зони підтоплення необхідна була командна робота — декілька волонтерів, які на ношах транспортували людей з їх квартир чи будинків до автомобілів Українського Червоного Хреста. Далі людей доправляли до місць тимчасового розміщення та медичних закладів.
Наступної доби до евакуації постраждалих долучилися ще загони швидкого реагування з Києва, Харківської та Київської областей.
Евакуація утруднювалася обстрілами. Всього силами волонтерів Українського Червоного Хреста було евакуйовано 243 людей, більша частина з яких — маломобільні люди. Також вдалося евакуювати 29 тварин.
- Гуманітарна допомога

Український Червоний Хрест забезпечує постраждалих гуманітарною допомогою. Понад 200 волонтерів Українського Червоного Хреста в Миколаївській та Херсонській областях у місцях тимчасового розміщення для евакуйованих та на вокзалах надавали гуманітарну допомогу постраждалим: питну воду, продукти харчування, одяг тощо.
На спеціальному автомобілі, що легко може проїжджати підтопленими дорогами, волонтери доставляли гуманітарну допомогу до населених пунктів, до яких неможливо було дістатися. Люди, яким доставляли допомогу, опинилися у «водяній пастці» – вони не встигли евакуюватися, перебували на дахах будинків й потребували найнеобхіднішого: продуктів, засобів гігієни та питної води.
За місяць реагування було передано 20 296 л питної води, 6702 гігієнічних, 4141 продуктових та 1307 спальних наборів для потреб постраждалих. Крім того, потребуючим надали ковдри, матраци, кухонні набори, зарядні пристрої, засоби гігієни та догляду за дітьми (підгузки та дитяче харчування). А для підтримки евакуйованих домашніх тварин Український Червоний Хрест передав 1750 кілограмів корму. 

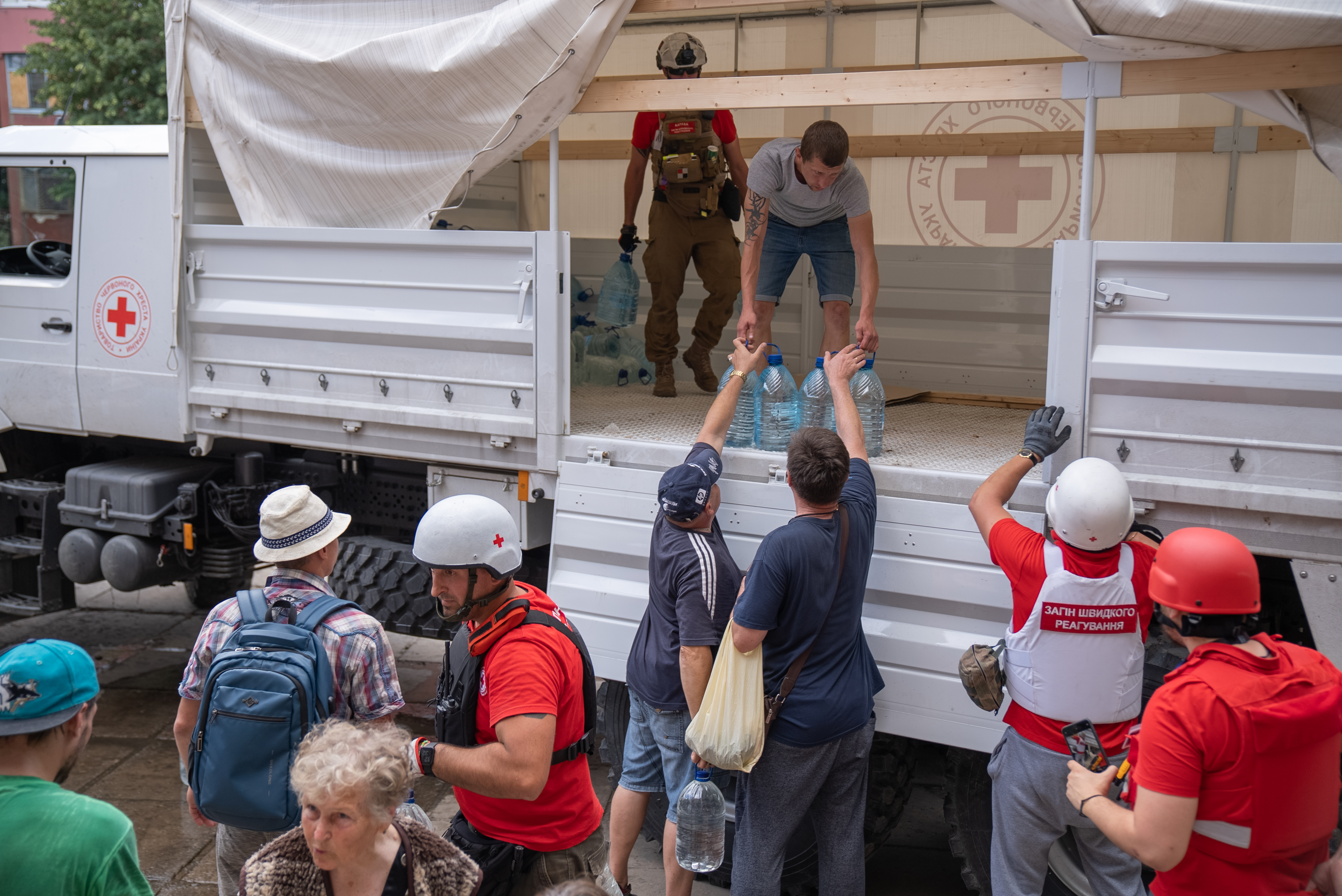
Видача питної води постраждалим від затоплення

- Психологічна допомога та психосоціальна підтримка

Для надання психологічної допомоги постраждалим були залучені мобільні медичні бригади Українського Червоного Хреста. Вони працювали у 5 тимчасових прихистках, куди евакуювали постраждалих, та у віддалених населених пунктах Херсонської та Миколаївської області. За червень було надано 640  консультацій, а це огляди пацієнтів, взяття крові на лабораторне дослідження, реєстрація електрокардіограми, призначення лікування тощо.
На вокзалах, куди прибували евакуаційні потяги чи автобуси з Херсонщини, волонтери Українського Червоного Хреста зустрічали людей. Постраждалим надавали першу психологічну допомогу. Під час очікування реєстрації та оформлення документів дітям надавали базову психологічну підтримку в спеціально  облаштованих пунктах психосоціальної підтримки. Понад 500 людей отримало психологічну допомогу та підтримку.
- Допомога самотнім людям

10 соціальних помічників Українського Червоного Хреста підтримували 60 самотніх літніх людей, які залишилися проживати в постраждалих районах Херсону. Ці люди мали хронічні захворювання чи інвалідність, через що їм важко було самостійно впоратися у побуті. Соціальні помічники готували обіди, прибирали в помешканні, допомагали у закупці ліків, води та продуктів, підтримці гігієни тіла тощо.
- Мінна небезпека

Через високий ризик мінної небезпеки вздовж узбережжя р. Дніпро волонтери-інструктори Українського Червоного Хреста проводили інформаційні сесії з мінної небезпеки. Також волонтери доставили й встановили у Херсоні 1000 одиниць маркувальних знаків та 1000 метрів попереджувальної стрічки. Ще 1000 одиниць маркувальних знаків та 1000 метрів попереджувальної стрічки передано до Запорізької області.
- Підтримка населення у постраждалих регіонах

Український Червоний Хрест продовжує надавати допомогу й підтримку постраждалому населенню та долати гуманітарні наслідки підриву Каховської ГЕС. Після зниження рівня води на затоплених територіях, волонтери Українського Червоного Хреста викачували спеціалізованою технікою залишки води з житлових будинків. Для відновлення домогосподарств, які були забрудненими сміттям та мулом, принесеним водою, забезпечував людей гігієнічними наборами, побутовою хімією та засобами дезінфекції.

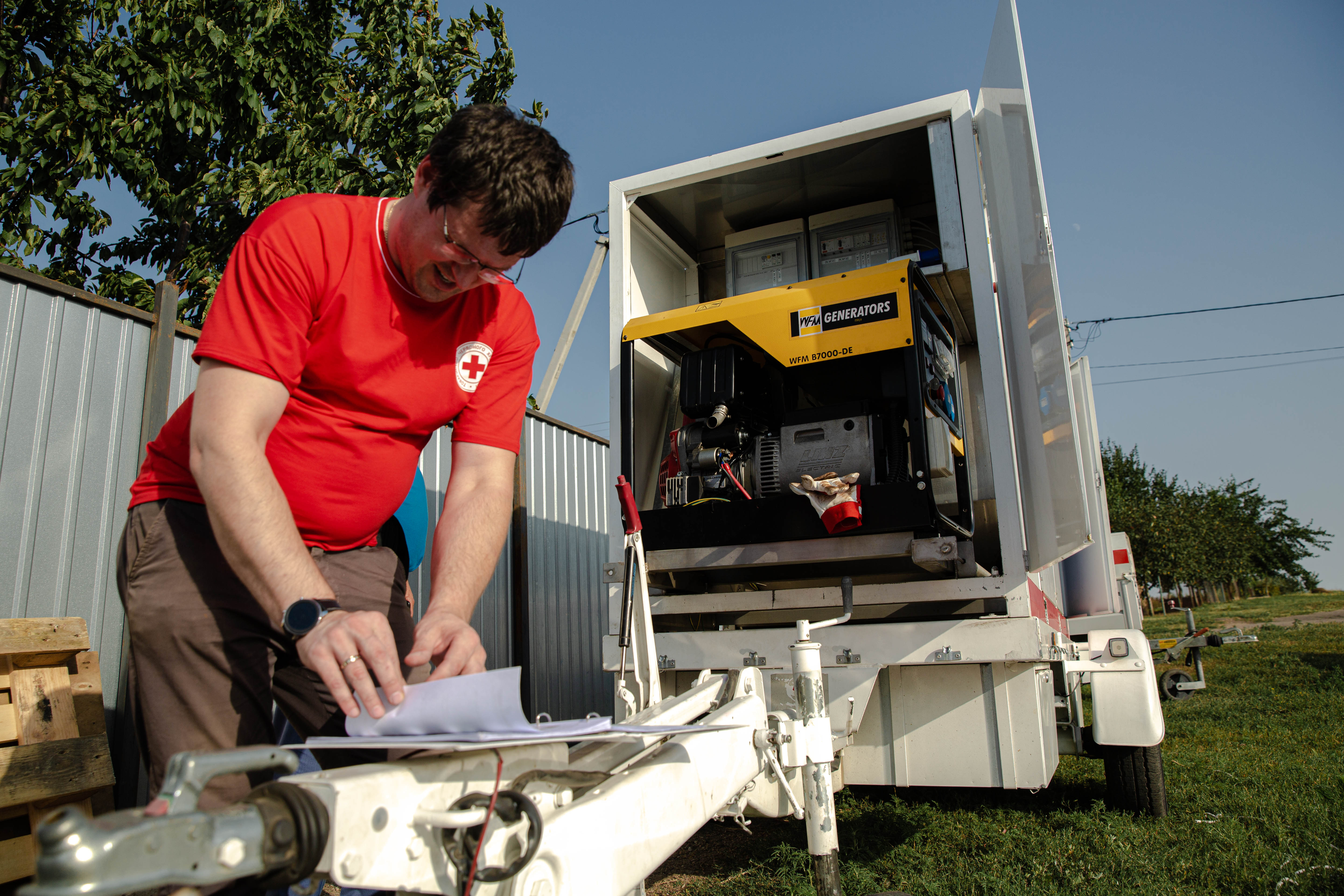
Встановлення станції з очистки води в громадах Дніпропетровщини, серпень 2023

Для відновлення пошкоджених домогосподарств у населених пунктах Херсонської області, волонтери провели видачу понад 80 одиниць мотоблоків для обробки землі.
У громадах Дніпропетровської області, що мають значний дефіцит питної води, через знищення Каховської ГЕС, розпочато реалізацію проєкту Доступ до безпечної води. У рамках цієї програми здійснюється встановлення станцій очистки води для потреб постраждалих громад. Заплановано встановлення таких водоочисних станцій в громадах Дніпропетровської, Запорізької, Миколаївської та Херсонської областей. Кожна з таких установок може очищувати до 1000 літрів води на годину. Для забезпечення ефективної роботи станцій, волонтери та співробітники Українського Червоного Хреста проходять спеціалізоване навчання з експлуатації станцій.

### Втрати Товариства Червоного Хреста України у війні
14 жовтня 2024 року, близько 04:00 (за київським часом), в результаті обстрілу міста Херсону було пошкоджено офіс Херсонської обласної організації Українського Червоного Хреста. Від уламків також отримали пошкодження три службових автомобілі. Співробітники Товариства Червоного Хреста України та волонтери — не постраждали.

## Керівництво Українського Червоного Хреста
- Лукасевич Євмен Кирилович, Матюшенко Борис Павлович, Наливайко Борис (члени Головної управи) — 1918 р.
- В'язлов Андрій Григорович — 1919 р.
- Ніковський Андрій Васильович — 1919—1920 рр.
- Холодний Ілля Іванович — 1920—1921 рр.
- Іванов Андрій Васильович — 1919—1925 рр. (перший голова радянського Українського Червоного Хреста)
- Угаров Федір Якович — 1925—1932 рр.
- Кушнір Юхим Абрамович — 1932—1936 рр.
- Морозов Леонід Петрович — 1937—1941 рр.
- Калініченко Терентій Якович — 1941—1944 рр.
- Баран Микола Андрійович — 1944—1948 рр.
- Медведь Левко Іванович — 1948—1952 рр.
- Філіпова Є.С. (в.о.) — 1952—1953 рр.
- Панченко Валентина Олексіївна — 1953—1963 рр.
- Зубко Валентина Федорівна — 1963—1981 рр.
- Ференц Валентина Петрівна — 1981—1986 рр.
- Усіченко Іван Гнатович — 1986—2018 рр.
- Поліщук Микола Єфремович — 2018— до сьогодні.

З 2021 року Президентом Українського Червоного Хреста є Микола Поліщук, віце-президентами — Валентина Пришко, Іванна Сабо та Олександр Богдан. Генеральним директором Українського Червоного Хреста є Максим Доценко.

## Структура
Відповідно до Статуту, Український Червоний Хрест за своєю структурою відповідає адміністративно-територіальній ознаці та поділу і складається з Національного комітету Українського Червоного Хреста та 25 обласних організацій:
- Вінницька обласна організація
- Волинська обласна організація
- Дніпропетровська обласна організація
- Донецька обласна організація
- Житомирська обласна організація
- Закарпатська обласна організація
- Запорізька обласна організація
- Івано-Франківська обласна організація
- Кіровоградська обласна організація
- Київська обласна організація
- Луганська обласна організація
- Львівська обласна організація
- Миколаївська обласна організація
- Одеська обласна організація
- Полтавська обласна організація
- Рівненська обласна організація
- Сумська обласна організація
- Тернопільська обласна організація
- Харківська обласна організація
- Херсонська обласна організація
- Хмельницька обласна організація
- Черкаська обласна організація
- Чернівецька обласна організація
- Чернігівська обласна організація
- Київська міська організація

Зазначені організації є складовою частиною Українського Червоного Хреста з його виконавчим органом — Національним комітетом.
Обласні організації та Київська міська організації Українського Червоного Хреста складаються з близько 200 міських та районих організацій за адміністративно-територіальною ознакою та поділом.

## 100-річний ювілей
18 квітня 2018 року на державному рівні в Україні було відзначено пам'ятну дату — 100 років з дня утворення Українського Червоного Хреста.